# Liste von Persönlichkeiten der Stadt Zürich
In dieser Liste sind bedeutende Personen aufgeführt, die entweder aus der Stadt Zürich stammen oder längere Zeit dort gewirkt haben. Wo nicht anders vermerkt, ist Zürich der Geburtsort respektive Sterbeort.

## Frühmittelalter und Mittelalter
- Arnold von Brescia, Theolog, Huldrych Zwinglis Vorläufer
- Rudolf Brun, Bürgermeister (siehe auch: Brunsche Zunftverfassung)
- Elisabeth von Wetzikon, Äbtissin der Fraumünsterabtei
- Felix und Regula, Märtyrer
- Hildegard, erste Äbtissin im Kloster Fraumünster, Tochter Kaiser Ludwigs des Deutschen
- Johannes Hadlaub, Minnesänger
- Konrad von Mure, Chorherr und Theologe
- Rüdiger Manesse, Ratsherr
- Rudolf Stüssi, Bürgermeister (siehe auch: Schlacht bei St. Jakob an der Sihl)
- Hans Waldmann, Bürgermeister und Heerführer (siehe auch: Burgunderkriege)
- Ludwig Moser, Mönch und Übersetzer mystischer Schriften

## Reformationszeit
- Karl von Aegeri (* um 1519; † 14. Juni 1562), Glasmaler
- Johann Jakob Ammann (* 1500; † 12. November 1573), Chorherr am Grossmünster und Schulleiter der Lateinschule Collegium Carolinum
- Jost Amman (* 1539; † März 1591), Maler und Radierer
- Markus Bäumler (* 1555; † 1611), reformierter Geistlicher und Hochschullehrer an der Hohen Schule Zürich
- Georg Binder (* um 1495; † 17. Juli 1545), Schulmeister und Theaterschaffender
- Johann Jakob Bodmer (* 9. März 1617; † 26. Mai 1676), Buchdrucker, Dichter und Politiker
- Heinrich Bullinger (* 18. Juli 1504 in Bremgarten; † 17. September 1575), Reformator
- Taddeo Duno (* 1523; † 1613), Stadtarzt von Zürich, Schriftsteller und einer der Führer der protestantischen Bewegung von Locarno
- Heinrich Engelhard (* im 15. Jahrhundert; † 1551 in Zürich), Jurist und reformierter Geistlicher
- Hans Jakob Fries (* 2. April 1546; † 10. Dezember 1611 in Zürich), Gelehrter, Bibliothekar und Verleger
- Christoph Froschauer († 1. April 1564), Erster Buchdrucker von Zürich
- Conrad Gessner (* 26. März 1516; † 13. Dezember 1565), Naturforscher und Arzt; Verfasser der Bibliotheca universalis
- Konrad Grebel (* um 1498; † 1526), führende Persönlichkeit der Täuferbewegung
- Rudolf Gwalther (auch Gualther, Walther; * 2. Oktober 1519; † 25. Dezember 1586 in Zürich), reformierter Theologe und Reformator
- Salomon Hirzel (* 8. August 1580; † 24. Juni 1652), Bürgermeister von Zürich und Diplomat
- Rudolf Hospinian (* 7. November 1547; † 11. März 1626), evangelischer Geistlicher und Theologe
- Johann Jakob Irminger (* 1585; † 25. September 1649), Antistes
- Leo Jud (* 1482 in Guémar; † 19. Juni 1542 in Zürich), Reformator
- Martino de Muralto (um 1521–1566), Adliger, Feudalherr und reformierter Flüchtling in Zürich
- Johann Melchior Hardmeyer (* 7. Januar 1630; † 1700), Buchdrucker, Lehrer und Dichter
- Burkhard Leemann (* 14. Februar 1531; † 22. September 1613), Antistes
- Hans Rudolf Manuel (1525–1571), Holzschnitzer und Politiker
- Felix Manz († 5. Januar 1527), führende Persönlichkeit der Täuferbewegung
- Johannes Meyer (* 1422 oder 1423 in Zürich; † 20. Juli 1485 in Freiburg im Breisgau), Ordensgeistlicher und Chronist
- Johann Melchior Aloys von Orelli (* 1543 in Locarno; † 31. Oktober 1623 in Zürich), Pionier des Zürcher Textilexports[1]
- Marx Röist (* 29. Juli 1454; † 15. Juni 1524), Zürcher Bürgermeister und Kommandant der Schweizergarde
- Lodovico Ronco (* um 1523 in Locarno; † 1593 in Zürich), Locarneser Refugiant in Zürich, Kaufmann, Unternehmer[2]
- Kaspar Schmuz (* 4. Februar 1624; † 26. September 1686 in Regensberg), Theologe und Teleskopbauer
- Anton Schneeberger (* 1530; † 1581 in Krakau), Mediziner und Botaniker
- Hans Jakob Steiner (* 15. Februar 1576; † 18. Oktober 1625 in Berbenno di Valtellina, Italien), Oberst im Dreissigjährigen Krieg
- Werner Steiner der Jüngere (* 20. Januar 1492; 6. Oktober 1543), Reformator
- Johann Wilhelm Stucki (* 21. Mai 1542 im Kloster Töss bei Winterthur; † 3. September 1607 in Zürich), evangelischer Theologe, Philologe und Historiker
- Johann Rudolf Stumpf (28. August 1530 in Bubikon; † 19. Januar 1592 in Zürich), Antistes und Heimatforscher
- Bénédict Turrettini (* 9. November 1588; † 4. März 1631 in Genf), Theologe
- Johann Jakob Ulrich (* 22. September 1569; † 22. April 1638 ebenda), evangelischer Geistlicher und Hochschullehrer
- Johann Jakob Wick (* 1522; † 14. August 1588 in Zürich), protestantischer Geistlicher
- Johann Wolf (* 25. Oktober 1521; † 17. November 1572 in Zürich), reformierter Theologe, Hochschullehrer
- Evangelista Zanino (* um 1530 Locarno; † 1603 in Zürich), Locarneser Refugiant in Zürich, Unternehmer[3]
- Katharina von Zimmern (* 1478; † 17. August 1547), letzte Äbtissin des Klosters Fraumünster
- Huldrych Zwingli (* 1. Januar 1484 in Wildhaus; † 11. Oktober 1531 in Kappel am Albis), Reformator

## Aufklärung und Rokoko
- Johann Heinrich Hottinger der Jüngere (1681–1750), Theologe, Orientalist und Hochschullehrer
- Johann Jakob Bodmer (* 19. Juli 1698 in Greifensee; † 19. Juli 1783 auf Gut Schönenberg), Schriftsteller, Literaturwissenschafter
- Johann Jakob Breitinger (* 1. März 1701; † 14. Dezember 1776), Schriftsteller, Literaturwissenschafter
- Johannes Bürkli (* 26. Oktober 1745; † 2. September 1804 in Zürich), Staatsmann, Dichter und Herausgeber
- Heinrich Corrodi (1752–1793), evangelischer Theologe und Pädagoge
- Felix Escher vom Glas (* 2. April 1746; † 17. Juni 1805 in Zürich), Kaufmann und Politiker der Aristokraten
- Ferdinand Escher (* 6. Juni 1787; † 14. Juli 1855), Rittmeister in russischen Diensten und Plantagenverwalter auf Kuba
- Friedrich Ludwig Escher (* 21. August 1779; † 13. Dezember 1845), Plantagenbesitzer und Sklavenhalter auf Kuba
- Hans Conrad Escher vom Luchs (* 8. Oktober 1743; † 12. Dezember 1814 in Zürich), Obervogt, Stadtpräsident und Bürgermeister Zürichs
- Heinrich Escher (* 26. Juli 1626; † 20. April 1710 in Zürich), Kaufmann, Diplomat und Bürgermeister von Zürich
- Heinrich Escher vom Glas (* 16. August 1688; † 8. Februar 1747 in Zürich), Kaufmann, Besitzer der Seidenmühle am Sihlkanal und Politiker
- Heinrich Escher vom Glas (* 6. Mai 1713; † 4. September 1777 in Zürich), Politiker und Vogt, Offizier, Oberst und Gesandter
- Heinrich Escher (* 22. Februar 1776; † 12. November 1853), Unternehmer und Entomologe
- Heinrich Escher vom Glas (* 3. Dezember 1777; † 14. März 1840 in Zürich), Kaufmann und Politiker
- Johann Caspar Escher vom Glas (* 15. Februar 1678; † 23. Dezember 1762 in Zürich), Jurist, Kaufmann und Politiker, Bürgermeister von Zürich
- Hans Heinrich Frey (* 15. Juli 1730 in Zürich; † 5. Juni 1787 ebenda), Unternehmer
- Jakob Fries (* 1749; † 18. November 1801 in Wologda), Mediziner, Militärarzt in russischen Diensten
- Johann Heinrich Füssli (* 7. Februar 1741; † 16. April 1825 in Putney), Maler und Illustrator
- Johann Jakob Füssli (16. Juni 1792; 3. Juni 1860 in Hottingen), Schweizer evangelischer Geistlicher
- Georg Gessner (* 16. März 1765 in Dübendorf; † 28. Juli 1843), Theologe, Kirchenlieddichter und Geistlicher, war Professor und Antistes in Zürich
- Hans Jakob Gessner (* 1639 in Zürich; † 13. Januar 1704 ebenda), evangelischer Geistlicher und Chorherr am Grossmünster
- Judith Gessner-Heidegger (* 6. Dezember 1736; † 5. November 1818 in Zürich), Ehefrau von Salomon Gessner, nach ihr ist der Judith-Gessner-Platz in Zürich benannt
- Konrad Gessner (* 2. Oktober 1764; † 8. Mai 1826), Maler
- Salomon Gessner (* 1. April 1730; † 2. März 1788), Dichter
- Hans Kaspar Grob (* 15. März 1800; † 7. April 1865 in Stäfa), evangelischer Geistlicher und im Kirchenrat des Kanton Zürich
- Hans Conrad Heidegger (* 12. Juli 1649; † 30. August 1721 in Zürich), Zunftmeister und Politiker
- Johann Jacob Heidegger (* 16. Juni 1666 in Zürich; † 7. September 1749 in Richmond upon Thames), als John James Heidegger Impresario in London
- Hans Caspar Hirzel (* 21. März 1725 in Kappel am Albis; † 18. Februar 1803), Schriftsteller und Mitgründer der Helvetischen Gesellschaft
- Heinrich Hirzel (* 17. August 1766 in Zürich oder Weiningen; † 7. Februar 1833) reformierter Geistlicher, Schriftsteller und Hochschullehrer in Zürich
- Susette Hirzel (* 10. Januar 1769 in Zürich; † 9. Januar 1858 ebenda), Malerin
- Beat Holzhalb (* 26. Januar 1693 in Zürich; † 2. Februar 1757 ebenda), Wortführer der Zürcher Pietisten
- Johann Kaspar Horner (* 21. März 1774 in Zürich; † 3. November 1834 in Zürich), Astronom und Mathematiker
- Jean-Conrad Hottinguer (* 15. Februar 1764 in Zürich; † 12. September 1841 in Boissy-Saint-Léger), Schweizer und später französischer Bankier, Unternehmer und Politiker
- Friedrich Ludwig von Keller (* 17. Oktober 1799 in Zürich; † 11. September 1860 in Berlin), Jurist, Universitätsprofessor sowie Politiker
- Heinrich Keller (* 18. Februar 1728 in Zürich; † 18. Juli 1802 in Schlieren), reformierter Pfarrer und erster Gehörlosenlehrer der Schweiz
- Heinrich Keller (* 6. Februar 1771 in Zürich; † 21. Dezember 1832 in Rom), Schriftsteller und Bildhauer des Klassizismus
- Heinrich Keller (* 11. Oktober 1778 in Zürich; † 18. September 1862 in Zürich), Radierer, Lithograf, Panoramenzeichner und Kartograf
- Salomon Kitt (1. Januar 1744 in Zürich; † nach 1825), Kaufmann und Bodenspekulant in Nordamerika
- Johann Balthasar Keller vom Steinbock (* 16. März 1638 in Zürich; † 1702 in Paris), Erzgiesser
- Johann Jakob Keller vom Steinbock (* 17. Dezember 1635 in Zürich; † 1700 in Colmar), Goldschmied und Erzgiesser
- Anton Klingler (* 6. August 1649; 24. August 1713), reformierter Geistlicher, Theologe und Hochschullehrer
- Heinrich Körner (* 26. April 1755; † 6. August 1822  in Zürich), Theologe, Geograph und Pädagoge
- Salomon Landolt (* 10. Dezember 1741; † 26. November 1818 in Andelfingen), Landvogt, Maler
- Diethelm Lavater (* 5. Oktober 1743; † 4. März 1826), Mediziner und Ratsherr
- Johannes Lavater (* 18. Januar 1624; † 21. Juni 1695 ebenda), evangelischer Geistlicher und Hochschullehrer
- Johann Kaspar Lavater (* 15. November 1741; † 2. Januar 1801), Theologe und Physiognom
- Hans Rudolf Maurer (* 18. April 1752; † 1805), Lehrer und evangelischer Geistlicher
- Ferdinand Meyer (* 7. März 1799; † 11. Mai 1840), Politiker und Historiker
- Friedrich Meyer-Schulthess (* 30. August 1792 in Zürich; † 27. Juni 1870 ebenda), Offizier und Maler
- Johann Jakob Meyer (* 29. Oktober 1763; † 17. Januar 1819), Offizier und Politiker
- Johann Jakob Meyer (* 30. Dezember 1798; † 1826), Redakteur und Philhellene
- Johannes Meyer der Jüngere (* 11. Juni 1655; † 1. September 1712), Zeichner, Maler, Kupferstecher und Radierer
- Ludwig Meyer von Knonau (1769–1841), Staatsmann
- Johannes Müller (* 14. Januar 1733; † 8. April 1816 in Zürich), Kartograf und Herausgeber
- Martin von Muralt (* 28. März 1773 in Zürich; † 5. Dezember 1830 ebenda). Künstler, Bildhauer, Schüler von Joseph Anton Maria Christen. Von 1794 bis 1816 war er in Stuttgart beim deutschen Bildhauer Philipp Jakob Scheffauer[4]
- Hans Conrad von Orelli (* 22. August 1770; † 25. Oktober 1826), evangelischer Geistlicher und Hochschullehrer
- Johann Heinrich Ott (* 31. Juli 1617 in Wetzikon; † 26. Mai 1682 in Zürich), evangelischer Geistlicher und Hochschullehrer
- Johann Heinrich Pestalozzi (* 12. Januar 1746; † 17. Februar 1827 in Brugg), Erzieher
- Johann Caspar Rahn (* 1. Januar 1769 in Zürich; † 29. Oktober 1840 in Warschau). Kunstmaler und Zeichenlehrer
- Johann Heinrich Rahn (* 29. März 1646; † 26. September 1708 in Zürich), Politiker und Historiker in Zürich
- Johann Heinrich Rahn (* 23. Oktober 1749; † 3. August 1812 in Zürich), Mediziner und Hochschullehrer, er baute eine moderne Medizinerausbildung in Zürich auf
- Johann Jakob Redinger (* 24. August 1619 in Neftenbach; † 10. März 1688 in Zürich), evangelischer Geistlicher, Philologe und Schulleiter
- Johann Georg Ringle (* 13. Mai 1688 in Zürich; † 1761 in Augsburg), Kupferstecher
- Johann Jacob Römer (* 8. Januar 1763 in Zürich; † 15. Januar 1819 in Zürich), Arzt, Entomologe und Botaniker, Direktor des Botanischen Gartens in Zürich
- Anna Rothpletz (* 25. Dezember 1786 in Zürich; † 14. März 1841 in Brugg), Schriftstellerin
- Johann Jakob Scheuchzer (* 2. August 1672; † 23. Juni 1733), Naturwissenschaftler, Historiker und Mathematiker
- Johann Lukas Schönlein (* 30. November 1793 in Bamberg; † 23. Januar 1864 ebenda), Mediziner, Internist und Pathologe, Medizinhistoriker und Paläobotaniker. Er wirkte von 1832 bis 1839 in Zürich
- Barbara Schulthess (* 5. Oktober 1745; † 12. April 1818), Freundin von Goethe und Lavater, Mittelpunkt des schöngeistigen Zürich im späten 18. Jahrhundert
- Hans Heinrich Schulthess (* 30. März 1665; † 12. November 1739), Kaufmann, Politiker und Wegbereiter des Pietismus in Zürich
- Hans Jakob Schulthess (* 11. Januar 1691; † 5. Juli 1761), evangelischer Geistlicher und Pietist
- Johannes Schulthess (* 28. September 1763 in Stettfurt; † 10. November 1836 in Zürich), Schweizer evangelischer Geistlicher und Hochschullehrer
- Johann Georg Schulthess (* 23. November, anderes Datum 18. November 1724; † 7. Mai 1804 in Mönchaltorf), Schweizer Geistlicher
- Karl Johann Jakob Schultheß (* 21. Februar 1775 in Neuchâtel; † 20. April 1855 in Zürich), Maler und Kunstlehrer
- Johann Caspar Schweizer (* 26. Juni 1620 in Frauenfeld; † 8. November 1688 in Zürich), Schweizer evangelischer Geistlicher, Philologe und Hochschullehrer
- Johann Heinrich Schweizer (* 6. April 1646 in Zürich; † 23. September 1705 in Heidelberg), evangelischer Geistlicher und Hochschullehrer in Zürich
- Barbara Sendtner, geborene Wolf (* 3. Dezember 1792; † Anfang Oktober 1840 in München), deutsche Schriftstellerin, Übersetzerin und Herausgeberin
- Johann Jakob Simmler (12. August 1717 in Zürich; † 8. August 1788 ebenda), Schweizer evangelischer Geistlicher und Kirchenhistoriker
- Johann Jakob Steinbrüchel (* 23. Mai 1729 in Schönholzerswilen; † 23. März 1796), reformierter Theologe und Geistlicher sowie klassischer Philologe, Professor am Collegium humanitatis und Collegium Carolinum
- Johann Rudolf Stucki (* 1596 in Zürich; 27. April 1660 ebenda), evangelischer Geistlicher und Hochschullehrer
- Johann Jakob Ulrich (* 8. April 1602 in Zürich; 22. Februar 1668 ebenda), evangelischer Geistlicher und Hochschullehrer
- Johann Rudolf Ulrich (14. Dezember 1728 in Zürich; † 8. Februar 1795 ebenda), Antistes
- David Vogel (* 6. Dezember 1744; † 10. Dezember 1808 in Zürich), Architekt, Architekturtheoretiker und Politiker
- Ludwig Vogel (* 10. Juli 1788; † 21. August 1879 in Zürich), Maler
- Hans Caspar Waser (* 5. Dezember 1612 in Zürich; † November 1677 ebenda), Antistes
- Johann Heinrich Waser (* 25. März 1600; † 10. Februar 1669), Bürgermeister
- Hans Rudolf Werdmüller (* 6. Februar 1614; † 16. Dezember 1677 in Villingen), General in fremdem Dienst
- Johann Conrad Wirz (* 6. Januar 1688 in Zürich; † 3. April 1769 ebenda), Antistes
- Johann Jakob Wolfensberger (* 20. Februar 1797 in Rumlikon bei Russikon; † 15. Mai 1850 in Zürich), Maler
- David von Wyss der Ältere (* 6. März 1737 in Zürich; † 26. Januar 1815 ebenda), Bürgermeister von Zürich
- Salomon von Wyss (* 4. März 1769 in Zürich; † 10. November 1827 ebenda), Kaufmann, Jurist und Bankier
- Jakob Christoph Ziegler (17. Januar 1791 in Zürich; † 21. August 1825 in Muntok (auch Mentok) auf der indonesischen Inselgruppe Bangka-Belitung), Kaufmann, Söldner in niederländischen Diensten und Kolonialbeamter auf Sumatra
- Johann Jakob Zimmermann (* 10. Dezember 1695 in Zürich; † 30. November 1756 ebenda), evangelischer Geistlicher und Hochschullehrer

## 19. Jahrhundert
- August Abegg (* 31. Dezember 1861; † 2. November 1924 in Turin), Textilfabrikant
- Jakob Ackeret (* 17. März 1898; † 27. März 1981 in Küsnacht), Aerodynamiker
- Emil Acklin (1889–1976), Arbeiterfotograf und Lehrer
- Eugen Aellen (* 22. März 1887; † 3. Januar 1945 in Arlesheim bei Basel), Lyriker und Lehrer
- Paul Altheer (* 23. Juni 1887 in Wattwil; † 10. Mai 1959), Schriftsteller und Radiomoderator
- Olga Amberger (* 8. August 1882; † 21. August 1970), Schriftstellerin und Malerin
- Gustav Ammann (* 9. Juli 1885; † 23. März 1955), Landschaftsarchitekt
- Anna Bachofner (* 10. Juni 1839 in Bern; † 2. Februar 1909 in Männedorf), Schriftstellerin
- Hans Bader (* 30. Januar 1875; † 6. Juni 1935), evangelischer Geistlicher, der sich im religiösen Sozialismus engagierte
- Emil Bär (* 25. März 1859 in Adliswil; † 1. Dezember 1932 in Zürich), Lehrer und Historiker
- Hans Ball (* 19. November 1899; † im 20. Jahrhundert), Regierungsbaumeister und Eisenbahningenieur
- Aristide Baragiola (* 19. Oktober 1847 in Chiavenna; † 8. Januar 1928 in Zürich), Lehrer, Germanist, Romanist, Volkskundler, Dozent an der Universität Straßburg und Professor an der Universität Padua
- Elsa Baragiola (* 18. April 1881; † 1968 in Zürich), Professorin an der Töchterschule Zürich und Ehrendoktorin der Universität Zürich
- Wilhelm Italo Baragiola-Rüegg (* 1879; † 1928 in Zürich), Dozent beziehungsweise Titularprofessor an der ETH in Zürich
- Johann Barbieri (* 18. Mai 1852 in Graz; † 13. Juni 1926) war ein österreichisch-schweizerischer Chemiker und Hochschullehrer
- Amédé Barth (* 11. Oktober 1899; † 29. August 1926 in Romanäs), Maler und Zeichner
- Hans Otto Baumann (* 21. November 1862; † 14. Februar 1927 in Zürich), Maler
- Robert Baumberger (* 24. August 1895; † 7. Mai 1986 in Bern), Maler und Grafiker
- Albert Baur (* 28. September 1877; † 12. Januar 1949 in Basel), Romanist, Kunsthistoriker und Bibliothekar
- Emilie Benz (* 25. August 1863; † 17. Juni 1928), Pädagogin
- Friedrich Berbig (* 1845; † 7. Oktober 1923), Glasmaler des Historismus
- Alois Emanuel Biedermann (* 2. März 1819 in Bendlikon; † 25. Januar 1885), reformierter Theologe, Professor für Theologie an der Universität Zürich
- Albert Billing (* 15. Februar 1858; † 1910), Schriftsteller und Ingenieur
- Hans Binder (* 6. April 1899; † 18. Mai 1989), Psychiater
- Ida Bindschedler (* 6. Juli 1854; † 28. Juni 1919), Kinder- und Jugendbuchautorin
- Walter Bion (* 29. April 1830 in Affeltrangen; † 3. September 1909), Theologe und Sozialpädagoge, Gründer der Ferienkolonien für Kinder
- Max Bircher-Benner (* 22. August 1867 in Aarau; † 24. Januar 1939), Naturheilkundler, Erfinder des Bircher-Müsli
- Hedwig Blesi (* 21. Dezember 1869 in Zürich; † 2. Januar 1923 ebenda), Erzieherin und Mundartschriftstellerin
- Emmi Bloch (* 24. November 1887 in Zürich; † 30. März 1978 in Uerikon), Sozialreformerin
- Johann Caspar Bluntschli (* 7. März 1808; † 21. Oktober 1881 in Karlsruhe), Rechtswissenschaftler und Politiker
- Emil Blum (* 8. Dezember 1894; † 11. März 1978), reformierter Theologe
- Johannes Blumer-Egloff (27. Februar 1835 in Glarus; † 30. April 1928 in Zürich), Textilunternehmer, Numismatiker und freisinniger Politiker
- Albert Bodmer (* 3. Juli 1893; † 15. Februar 1990 in Gächlingen), Architekt und Stadtplaner
- Karl Bodmer (* 11. Februar 1809; † 30. Oktober 1893 in Paris), Maler und Zeichner
- Heinrich Boller (26. August 1821 in Uster; † 29. Dezember 1877 in Zürich), Industrieller und Politiker
- Max Boller (* 3. August 1897 in Zürich; † 25. Juli 1974 in Berlingen), Mediziner und Maler
- Alice Boner (* 22. Juli 1889 in Legnano/Italien; † 13. April 1981), Bildhauerin, Fotografin, Indologin, Kunsthistorikerin, Übersetzerin und Sammlerin
- Reinhold Bosch (* 8. Mai 1887; † 24. Dezember 1973 in Seengen), Archäologe
- Pierre Bourgeois (* 23. September 1897 in Zürich; † 8. Oktober 1971 in Bern), Bibliothekar
- Heinrich Bräm (* 2. September 1887; † 13. August 1956 in Zürich), Architekt
- Friedrich Braun (* 27. August 1872; † 15. September 1918 in Bielefeld), Opernsänger
- Franco Brenni (* 3. August 1897 in Bellinzona; † 5. März 1963 in Zürich), Diplomat, Botschafter
- Erich Brock (* 30. August 1889 in London; † 28. Januar 1976 in Zürich), Philosoph und Hochschullehrer
- Rudolf Brun (* 15. März 1885; † 14. Januar 1969 in Zürich), Mediziner und Hochschullehrer
- Wilfried Buchmann (* 15. Februar 1878; † 9. März 1933 in Zürich), Maler, Zeichner und Grafiker
- Georg Büchner (* 17. Oktober 1813 in Goddelau; † 19. Februar 1837), Revolutionär, Schriftsteller und Arzt
- Jakob Bührer (* 8. November 1882; † 22. November 1975 in Locarno), Journalist und Schriftsteller
- Arnold Bürkli (* 2. Februar 1833; † 6. Mai 1894), Architekt
- Karl Bürkli (* 31. Juli 1823; † 20. Oktober 1901 in Mettmenstetten), Vorkämpfer des Sozialismus
- Ferruccio Busoni (* 1. April 1866 in Empoli; † 27. Juli 1924 in Berlin), Pianist, Komponist, Dirigent, Librettist, Essayist und Musikpädagoge
- Hans Conzett (* 3. August 1886 in Zürich; † 24. Oktober 1918 in Kilchberg), Buchdrucker und Politiker
- Carl Eduard Cramer (* 4. März 1831; † 24. November 1901 in Zürich), Botaniker und Hochschullehrer
- Ernst Friedrich Cramer (* 7. Dezember 1898; † 7. September 1980 in Rüschlikon), Gartenarchitekt
- Heinrich Cramer (* 5. Juli 1812; † 12. März 1871), Metzger, Volksdichter und Organisator der Sechhseläuten-Festzüge
- Marie Daiber (* 24. August 1868 in Esslingen; † 6. Juli 1928 in Genua), Zoologin, Hochschullehrerin an der Universität Zürich
- Emil Dannecker (* 16. Februar 1883; † 5. Dezember 1964 in Singen), Maler
- Louis Denzler (* 13. September 1806; † 18. Juni 1880 in Genf), Offizier und Politiker
- Karl Dürr (* 16. Juni 1888; † 18. September 1970), Philosoph und Hochschullehrer
- Gottlieb Duttweiler (* 15. August 1888; † 8. Juni 1962 in Rüschlikon), Unternehmer und Politiker (Gründer der Migros)
- Fritz Ebersold (* 11. März 1851; † 11. Juni 1923), Redakteur, Schriftsteller und Bühnenautor
- Hans Enderli (22. Mai 1879 in Grenchen; † 17. Oktober 1944 in Zürich), Jurist und Politiker
- Fritz Enderlin (* 25. Mai 1883 in Amriswil; † 29. November 1971 in Zürich), Lehrer, Dialektologe, Mundart-Schriftsteller und Kirchenlied-Dichter
- Albert von Escher (* 20. Mai 1833; † 16. Mai 1905 in Genf), Offizier und Maler
- Alfred Escher (* 20. Februar 1819; † 6. Dezember 1882), liberaler Politiker, Präsident der Schweizerischen Nordostbahn und der Schweizerischen Kreditanstalt
- Arnold Escher von der Linth (* 8. Juni 1807; † 12. Juli 1872 in Zürich), Geologe, Hochschullehrer
- Hans Caspar Escher vom Glas (* 9. August 1775; † 29. August 1859 in Herrliberg), Kaufmann, Architekt, Gründer der Firma Escher-Wyss
- Hans Conrad Escher von der Linth (* 24. August 1767; † 9. März 1823), Industrieller, Staatsmann, Ingenieur, Geologe, Maler
- Heinrich Escher vom Glas (* 20. April 1781; † 28. Februar 1860 in Zürich), Historiker, Gymnasialrektor und Bildungsreformer
- Heinrich Escher vom Glas (* 23. April 1789; † 9. Februar 1870 in Hottingen), Jurist, Politiker und Rechtsgelehrter
- Jakob Escher-Bürkli (* 3. Oktober 1864; † 24. Dezember 1939 in Zürich), Klassischer Philologe, Bibliothekar und Topograph
- Luise Escher-Bodmer (* 1819; † 8. Januar 1900 in Baden), Stiftungsgründerin für Menschen mit Behinderung
- Martin Escher (* 7. November 1788; † 28. September 1870), Industrieller, früher Förderer des Eisenbahnbau
- Nanny von Escher (* 4. Mai 1855; † 22. Juli 1932 in Langnau am Albis), Schriftstellerin und Rednerin
- Wilhelm Caspar Escher (* 9. April 1859; † 17. November 1929 in Zürich), Bankier und Unternehmer
- Heinrich Federer (* 6. Oktober 1866 in Brienz; † 29. April 1928), Schriftsteller und Pfarrer
- Peter Jakob Felber (* 23. Februar 1805 in Solothurn; † 20. Dezember 1872 in Zürich), Mediziner, Politiker und Chefredakteur der Neuen Zürcher Zeitung
- Gertrud Ferchland (* 30. Mai 1894; † 21. Februar 1943 in Obrawalde), Architektin und Hochschullehrerin
- Hans Konrad Finsler (* 18. August 1765; † 21. Dezember 1839), Kaufmann, herausragender Zürcher Politiker während der Restaurationszeit, Militär
- Georg Forster (* 1. Juli 1881 in Bern; † 31. Oktober 1945 in Zürich), Schullehrer und Politiker
- Alfred Frey (* 24. August 1859 in Bern; † 22. September 1924 in Zürich), Ökonom und Wirtschaftspolitiker
- Theodor Frey (* 19. November 1842 in Reppischmühle bei Dietikon; † 19. November 1912 in Zürich), Unternehmer und Politiker
- Anna Susanna Fries (* 30. Januar 1827; † 11. Juli 1901 in Sestri Levante), Malerin
- David Fries (* 8. September 1818; † 5. August 1875 in Küsnacht), evangelischer Geistlicher und Politiker
- Willy Fries (* 25. Februar 1881; † 18. März 1965 in Zürich), Maler und Kunstlehrer
- Michael von Freudenreich (* 24. Juni 1886 in Muri; † 24. September 1957 in Zürich), deutsche-schweizer Kapitänleutnant, Luftschiffkommandant und Industrieller
- Jonas Furrer (* 3. März 1805 in Winterthur; † 25. Juli 1861 in Bad Ragaz), liberaler Politiker, erster Bundespräsident der Schweiz
- Konrad Furrer (* 5. November 1838 in Fluntern; † 14. April 1908 in Zürich), evangelischer Geistlicher und Palästinaforscher
- Hans Ganz (* 9. März 1890; † 27. Juli 1957 in Zürich), Schriftsteller, Maler und Komponist
- Paul Ganz (* 5. Juli 1872; † 28. August 1954 in Oberhofen am Thunersee), Kunsthistoriker und Hochschullehrer
- Rudolph Ganz (* 24. Februar 1877; † 2. August 1972 in Chicago), Komponist, Pianist und Dirigent
- Hermann Gattiker (* 12. März 1865 in Enge; † 23. August 1950 in Rüschlikon), Maler, Radierer, Kupferstecher und Zeichner
- Oscar Geier (* 19. August 1882; † 5. November 1942 in Mountain Lakes/New Jersey), Bobfahrer, Silbermedaillengewinner bei Olympia
- Zaccaria Giacometti (* 26. September 1893 in Stampa GR; † 10. August 1970 in Zürich), Rechtswissenschaftler und liberal-demokratischer Staatsdenker
- Fritz Gilsi (* 12. März 1878; † 11. Mai 1961 in St. Gallen), Graphiker und Maler
- Wilhelm Gimmi (* 7. August 1886; † 29. August 1965 in Chexbres), Maler, Lithograf und Designer
- Hans Gisler (* 17. Mai 1889; † 9. Februar 1969 in Zollikon), Bildhauer
- Herman Greulich (* 9. April 1842 in Breslau; † 8. November 1925), Politiker, Gründer der ersten Sozialdemokratischen Partei der Schweiz
- Karl Fürchtegott Grob (* 1830; † 1893 in Zürich), Tabakpflanzer auf Sumatra, Erbauer der Villa Patumbah in Zürich
- Margrit Gsell-Heer (* 7. Dezember 1887; † 25. Februar 1967 in Rüschlikon), Malerin, Bildhauerin und Grafikerin
- Ernst Gubler (* 15. März 1895; † 6. November 1958 in Zürich), Künstler
- Julius Gujer (* 19. Januar 1855 in Uster; † 4. Februar 1940 in Zürich), Unternehmer und freisinniger Politiker
- Lise Gujer (∗ 6. Dezember 1893; ✝ 13. März 1967 in Sertig, Gemeinde Davos), Textilkünstlerin
- Lux Guyer (* 20. August 1894; † 26. Mai 1955), Architektin
- Hermann Haller (* 24. Dezember 1880 in Bern; † 23. November 1950), Bildhauer, gilt als einer der Begründer der modernen Plastik in der Schweiz
- Jakob Hausheer (* 11. Oktober 1865 in Wollishofen; † 7. Mai 1943 in Zürich), evangelischer Theologe, Sprachwissenschaftler und Hochschullehrer
- Dora Hauth, auch Dora Trachsler (* 1. August 1874; † 30. Oktober 1957 in Zürich), Malerin, Grafikerin und Lyrikerin
- Franz Hegi (* 16. April 1774 in Lausanne; † 14. März 1850), Maler und Kupferstecher
- Albert Heim (* 12. April 1849; † 31. August 1937), Geologe und Hochschullehrer
- Arnold Heim (* 20. März 1882; † 27. Mai 1965), Geologe und Hochschullehrer
- Karl Gustav Henneberg (* 19. November 1847 in Pommerswitz, Schlesien; † 15. Dezember 1918), Seidenfabrikant und Kunstmäzen
- Hans Heusser (* 8. August 1892; † 27. Oktober 1942 in St. Gallen), Komponist und Dirigent
- Julius Hillebrand (* 27. April 1862 in Zürich; † 6. Oktober 1895 in München), Jurist und Schriftsteller
- Bernhard Hirzel (* 12. August 1807 in Enge; † 6. Juni 1847 in Paris), reformierter Theologe und Orientalist, beteiligt am Züriputsch
- Heinrich Hirzel (* 17. August 1818; † 29. April 1871), evangelischer Geistlicher, bekannt als Helfer Hirzel
- Ludwig Hirzel (* 27. August 1801; † 13. April 1841), reformierter Theologe, Geistlicher und Hochschullehrer
- Ludwig Hirzel (* 23. Februar 1838; † 1. Juni 1897 in Bern), Literaturhistoriker
- Max Hirzel (* 18. Oktober 1888; † 17. Mai 1957 in Zürich), Kammersänger
- Hans Hofmann (* 8. April 1897; † 25. Dezember 1957 in Zürich), Architekt und Hochschullehrer
- Heinrich Honegger (* 21. Januar 1832 in Hinwil; † 17. Oktober 1889 in Zürich), Jurist und Politiker
- Hans Hoppeler (* 2. März 1879; † 22. September 1945 in Zürich), Mediziner und Politiker
- Johann Friedrich Horner (* 27. März 1831; † 20. Dezember 1886 in Zürich), Mediziner, Ophthalmologe und Hochschullehrer
- Ludwig Horner (* 1. März 1811; † 7. Dezember 1838 in Padang/Sumatra), Privatdozent, Militärarzt und Reiseschriftsteller
- Eugen Huber (* 13. Juli 1849 in Oberstammheim; † 23. April 1923 in Bern), Jurist, Schöpfer des Schweizerischen Zivilgesetzbuches
- Fortunat Huber (* 27. September 1896; † 22. Oktober 1984 in Horgen), Unternehmer, Verleger und Schriftsteller
- Hermann Huber (* 13. September 1888 in Wiedikon; † 9. Dezember 1967 in Hirzel), Maler, Freskant, Zeichner, Radierer und Lithograf. Mitglied des Modernen Bundes
- Max Huber (* 28. Dezember 1874; † 1. Januar 1960 in Zürich), Jurist, Politiker und Diplomat
- Peter Emil Huber-Werdmüller (* 24. Dezember 1836; † 4. Oktober 1915 in Zürich), Industrieller, Maschinenfabrik Oerlikon
- Walter Hürlimann (* 5. Februar 1899; † 6. August 1979 in Uster), Bildhauer und Zeichner
- Johannes Itten (* 11. November 1888 in Wachseldorn, Kanton Bern, Schweiz; † 25. März 1967 in Zürich), Maler, Kunsttheoretiker, Kunstpädagoge und lehrender Meister am Bauhaus in Weimar
- Conrad Wilhelm Kambli (* 25. Januar 1829; † 28. September 1914 in Kilchberg), evangelischer Geistlicher
- Adolf Keller (* 7. Februar 1872 in Rüdlingen; † 10. Februar 1963), Theologe
- Friedrich Ludwig Keller (* 17. Oktober 1799; † 11. September 1860 in Berlin), führender liberaler Politiker und Rechtswissenschafter
- Gottfried Keller (* 19. Juli 1819; † 15. Juli 1890), Schriftsteller
- Johann Jakob Keller (* 27. März 1823; † 28. Juni 1903), Politiker, Unternehmer, «Bankvater» und von 1869 bis 1899 Bankrat der Zürcher Kantonalbank
- Max Leo Keller (* 22. August 1897; † 13. Februar 1956 in Birmensdorf), Ingenieur und Politiker
- Tina Keller Jenny (* 17. Juni 1887 in Schwanden; † 25. Oktober 1985), Psychotherapeutin der Jungianer
- Emilie Kempin-Spyri (* 18. März 1853 in Altstetten; † 12. April 1901 in Basel), Juristin, Nichte von Johanna Spyri
- Ernst Kissling (* 12. August 1890; † 27. Mai 1973), Bildhauer
- Otto Klemperer (* 14. Mai 1885 in Breslau; † 6. Juli 1973), Komponist und Dirigent
- Adalbert Klingler-Endres (* 28. Dezember 1896 in Zürich; † 28. November 1974 in Zürich), Handpuppenspieler
- Max Knapp (* 13. November 1899; † 16. Dezember 1979 in Basel), Schauspieler, Theaterregisseur, Opern- und Operettensänger
- Willi Kobe (15. Februar 1899; † 10. August 1995), evangelischer Geistlicher und Friedensaktivist
- Alexander Koch (* 10. Januar 1848; † 23. April 1911 in London), Architekt
- Carl August Koch (* 25. Mai 1845; † 5. Januar 1897 in Schaffhausen), Fotograf
- Rudolf Koller (* 21. Mai 1828; † 5. Januar 1905), Maler
- Rudolf Albert (von) Kölliker (* 6. Juli 1817; † 2. November 1905 in Würzburg), Anatom und Physiologe
- Hermann Kraemer (* 17. August 1872; † 11. Juni 1940 in Bad Nauheim), Tierzuchtkundler
- Jakob Krauss (* 22. Januar 1896; † 6. April 1988), deutscher Landtagsabgeordneter der CDU in Baden-Württemberg
- Werner Friedrich Kunz (* 11. Mai 1896; † 26. Januar 1981), Bildhauer und Plastiker
- Elias Landolt (* 28. Oktober 1821 in Kleinandelfingen; † 18. Mai 1896), Forstwissenschafter
- Emil Landolt (* 23. September 1895 in Zürich; † 18. April 1995 ebenda), Politiker, von 1949 bis 1966 Stadtpräsident von Zürich
- Hans Heinrich Landolt (* 5. Dezember 1831; † 15. März 1910 in Berlin), Chemiker
- Heinrich Lang (* 14. November 1826 in Frommern; † 13. Januar 1876), evangelisch-reformierter Pfarrer an St. Peter Zürich, Theologe, führender Vertreter des theologischen Liberalismus
- Elise Lavater (* 2. Dezember 1820; † 7. Februar 1901 in Höngg), Komponistin
- Julius Friedrich Lehmann (* 28. November 1864; † 24. März 1935 in München), deutscher Verleger und Gründer des J. F. Lehmanns Verlags
- Antonio Ligabue (* 18. Dezember 1899; † 27. Mai 1965 in Gualtieri), Künstler, Maler
- Jakob Lutz (* 30. April 1845 in Thal; † 2. Mai 1921 in Zürich), Lehrer und Politiker
- Ulrich Meister junior (* 14. Januar 1838 in Benken; † 3. Februar 1917 in Zürich), Förster und Politiker
- Heinrich Messikommer (* 10. August 1864 in Wetzikon; † 30. Mai 1924 in Zürich), Aktionator, Kunst- und Antiquitätenhändler
- Betsy Meyer (Elisabeth Cleophea Meyer, * 19. März 1831; † 22. April 1912 in Veltheim), Schriftstellerin
- Conrad Ferdinand Meyer (* 11. Oktober 1825; † 28. November 1898 in Kilchberg), Schriftsteller
- Conrad Meyer-Ahrens (* 30. April 1813 in Zürich; † 21. Dezember 1872), Medizinhistoriker, Balneologe, Arzt und Schriftsteller
- Franz Meyer (* 2. Juli 1889; † 19. März 1962 in Zürich), Jurist, Unternehmer und Kunstsammler
- Gerold Ludwig Meyer von Knonau (* 2. März 1804; † 1. November 1858 in Zürich), Geograph, Historiker und Archivar
- Gerold Meyer von Knonau (* 5. August 1843; † 16. März 1931 in Zürich), Historiker, Hochschullehrer und Rektor der Universität Zürich
- Konrad Meyer (3. September 1824; † 31. März 1903 in Zürich), Angestellter und Dichter
- Olga Meyer (* 30. April 1889; † 19. Januar 1972 in Zürich), Schriftstellerin
- Walterio Meyer Rusca (* 11. April 1882 in Zürich; † 14. Januar 1969 in Osorno/Chile), schweizerisch-chilenischer Ingenieur, Sachbuchautor, Landwirt und Honorar-Vizekonsul
- Wilhelm Meyer (* 4. Dezember 1806; † 22. Oktober 1848), Offizier und Architekturmaler
- Heinrich Mousson (* 2. Februar 1866; † 5. April 1944), Politiker und Anwalt
- Eugen Münch (* 20. Dezember 1880; † 9. August 1919), Politiker und Frauenwahlrechtsaktivist
- Carl Friedrich Müller-Palleske (1856–1930), deutscher Dramatiker und Pädagoge, ab 1911 in Zürich
- Johann Müller-Wegmann (* 14. Februar 1810 in Zürich; † 26. September 1893 in Stein am Rhein), Landschaftsmaler
- Johann Jakob Müller (* 28. Juni 1847 in Wülflingen; † 30. Juli 1878 in Zürich) Professor der Geschichte und Kantonsrat in Zürich
- Paul Müller-Zürich (* 19. Juni 1898; † 21. Juli 1993 in Luzern), Komponist
- Elsa Muschg (* 4. Juni 1899; 4. Oktober 1976), Lehrerin und Kinderbuchautorin
- Hans Georg Nägeli (* 26. Mai 1773 in Wetzikon; † 26. Dezember 1836). Dirigent, Komponist und Verleger
- Coelestin Nauwerck (* 7. Juli 1853; † 17. Oktober 1938), Pathologe in Chemnitz
- Wilhelm Fürchtegott Niedermann (* 11. Januar 1841 in Zürich; † 26. Januar 1906 ebenda), Journalist und Bühnenautor
- Arnold Nüscheler (* 18. August 1811; † 30. Oktober 1897), Historiker, Beamter und Politiker
- Richard Arthur Nüscheler (* 12. März 1877; † 28. Juli 1950 in Boswil), Glasmaler, Maler, Heraldiker und Restaurator
- Hans Nydegger (* 13. März 1848; † 4. Mai 1909), Journalist und Schriftsteller
- Johann Gerhard Oncken (* 26. Januar 1800 in Varel; † 2. Januar 1884), Begründer der deutschen und kontinental-europäischen Baptistenkirchen
- Susanna Orelli-Rinderknecht (1845–1939), Kämpferin gegen den Alkoholismus, Mitgründerin des Zürcher Frauenvereins
- Vida Ortgies (* 23. Mai 1858; † 24. Juni 1955 in Küsnacht), Landschaftsmalerin
- Fritz Osswald (* 23. Juni 1878; † 24. August 1966 in Starnberg), Maler des deutschen Impressionismus
- Friedrich Ottiker (* 11. Februar 1865 in Bauma; † 26. August 1929 in Zürich), Unternehmer und Politiker
- Erika Paulas, verheiratete Schuller (* 10. Januar 1875; † nach 1944) war eine Maurermeisterin, Baumeisterin, Architektin und Feministin
- Max Pestalozzi (* 18. Februar 1857; † 8. Juni 1925 in Neuenburg), Eisenbahnfunktionär und Schachmeister
- Oskar Pfister (* 23. Februar 1873; † 6. August 1956), reformierter Pfarrer, Religionsphilosoph und Psychologe
- Giuseppe Pizzo (* 7. Februar 1856; † 10. April 1930 in Zürich), Professor für italienische Literatur an der Eidgenössischen Technischen Hochschule, Mitarbeiter an der Herausgabe der gesammelten Werke von Bernardino Zendrini (1881–1882)[5]
- Marcella Pregi (* 12. Februar 1866; † 28. Oktober 1958), Sopransängerin und Gesangslehrerin
- Elise Rahn-Bärlocher (15. Juli 1845 in St. Gallen – 1. November 1925), Schweizer Frauenrechtlerin
- Rudolf Redtenbacher (* 17. Mai 1840; † 21. Dezember 1885 in Freiburg im Breisgau), Architekt und Kunstschriftsteller
- Emil Rein (* 27. Juli 1874; † 14. August 1954), Architekt
- Hans von Reinhart (* 20. Februar 1755; † 23. Dezember 1835), Bürgermeister, Landammann der Schweiz, Gesandter der Schweiz beim Wiener Kongress
- Fritz Rieter-Bodmer (* 15. November 1849; † 27. März 1896 in Kairo), Kaufmann
- Fritz Rieter-Wieland (* 21. Oktober 1887; † 25. Februar 1970), Offizier und Herausgeber
- Ottilie Roederstein (* 22. April 1859; † 26. November 1937), Malerin
- Melchior Römer (* 16. Juni 1831; † 2. April 1895 in Zürich), Jurist und Stadtpräsident in Zürich
- Arnold Roth (* 7. April 1890; † 17. Juni 1970 in Aarau), Elektroingenieur und Manager
- Eduard August Rübel (* 18. Juli 1876; † 24. Juni 1960), Vegetationskundler und Titularprofessor, Politiker und Genealoge
- Johannes Ryf (* 20. September 1844 in Horgen; † 30. Juni 1914 in Zürich), Jurist und Politiker
- Ernst Emil Schlatter (* 27. November 1883; † 13. September 1954 in Uttwil), Grafiker, Lithograf, Zeichner und Maler
- Leopold Schmid (* 9. Juni 1808; † 20. Dezember 1869 in Gießen), deutscher römisch-katholischer Geistlicher, Theologe und Philosoph
- Frédéric Schmied (* 26. Juli 1893; † 23. September 1972 in Genf), Bildhauer
- Werner Schnyder (* 26. Mai 1899; † 26. März 1974 in Wallisellen), Archivar
- Heinrich Schulthess-von Meiss (* 11. Dezember 1813; † 26. Juli 1898 in Zürch), Bankier, Mäzen und Kunstsammler
- Alexander Schweizer (* 7. April 1843; † 18. September 1902), Militärwissenschaftler
- Armin Schweizer (* 28. April 1892; † 8. Oktober 1968 in Zürich), Schauspieler
- Eduard Schwyzer (* 15. Februar 1874; † 3. Mai 1943 in Berlin), klassischer Philologe, Indogermanist und Hochschullehrer
- Gertrud Schwyzer (* 24. April 1896; † 22. Februar 1970 in Herisau), Malerin Künstlerin der Art Brut
- Carl Seelig (* 11. Mai 1894; † 15. Februar 1962 in Zürich), Schriftsteller und Mäzen
- Gottfried Semper (* 29. November 1803 in Hamburg; † 15. Mai 1879 in Rom), Architekt
- Robert Seidel (* 23. November 1850 in Kirchberg; † 19. Juli 1933 in Zürich), deutscher Pädagoge, Dichter und Publizist
- Johannes Sigg (* 10. August 1874 in Berlin; † 5. November 1939 in Männedorf), deutsch-schweizerischer Journalist und sozialdemokratischer Politiker
- Rudolf Sprüngli (* 13. Juni 1816 in Zürich; † 27. März 1897 in Zürich), schweizerischer Konditor und Chocolatier
- Johanna Spyri (* 12. Juni 1827 in Hirzel; † 7. Juli 1901), Schriftstellerin
- Albert Stadler (* 10. Januar 1817; † 26. Dezember 1890 in Enge), Oberstdivisionär
- August Stadler (* 24. August 1850; † 16. Mai 1910 in Zürich), Philosoph und Hochschullehrer
- Ferdinand Stadler (* 23. Februar 1813; † 24. März 1870), Architekt
- Hans Conrad Stadler (* 13. Februar 1788; † 13. Januar 1846), Architekt
- Johann Jakob Stadler (* 19. April 1819; 31. Oktober 1855), Landschaftsmaler
- Julius Stadler (* 8. August 1828; † 26. November 1904 in Lauenen), Architekt und Hochschullehrer
- Luise Stadler (* 18. Mai 1864; † 9. Juli 1942 in Oberhofen am Thunersee), Malerin und Töpferin, Gründerin der Kunstschule für Damen
- Friedrich Staub (* 30. März 1826 in Männedorf; † 3. August 1896), Begründer des Schweizerischen Idiotikons
- Wilhelm Stein (* 26. August 1886; † 28. September 1970 in Bern), Kunsthistoriker
- Heinrich Steiner (* 10. Januar 1841 in Zürich; † 19. April 1889 ebenda), Philologe, Alttestamentler und Hochschullehrer
- Johannes Steiner (* 13. Januar 1881; † 27. Februar 1957 in St. Gallen), Schauspieler, Regisseur und Hörspielsprecher
- Fred B. Stern (* 7. März 1895; gestorben unbekannt), Publizist
- Karl von Stern (* 21. Oktober 1897; vermisst seit 6. Juli 1944), österreichischer Grafiker und Maler
- Clementine Stockar-Escher (* 4. April 1816; † 17. Dezember 1886), Aquarellistin und Zeichnerin
- Aurel Stodola (* 10. Mai 1859 in Liptovský Mikuláš; † 25. Dezember 1942), Gründer des ETH-Maschinenlaboratoriums
- Karl Stoll (* 8. Februar 1869; † 1. Juni 1924), Gewerkschaftsfunktionär und Politiker
- Walter Streule (* 11. August 1882; † unbekannt), Fussballspieler
- Jean Strohl (* 22. Februar 1886 in Bischweiler; † † 7. Oktober 1942 in Zürich), Zoologe, Wissenschaftshistoriker und Hochschullehrer
- Gustav Adolf Thomann (* 11. März 1874; † 8. August 1961 in Zollikon), Maler und Grafiker
- Jenny Thomann-Koller (* 14. September 1866; † 5. Februar 1949 in Zürich), Frauen- und Kinderärztin
- Salomon Tobler (* 10. Dezember 1794; † 19. November 1878), Pfarrer und Dichter
- Johann Albert Tribelhorn (* 4. März 1868; † 5. November 1925 in St. Gallen), Mechaniker, Erfinder und Pionier der Elektromobilindustrie
- Berthe Trümpy (* 29. Juni 1895; † 29. September 1983 in Orselina), Tänzerin, Tanzpädagogin und Choreografin
- Max Uehlinger (* 28. Juni 1894; † 3. Februar 1981 in Minusio), Künstler
- Franz Theodor Usteri (1853–1929), Jurist und Verwaltungsrat der Neuen Zürcher Zeitung
- Paul Usteri (* 14. Februar 1768; † 9. April 1831), Arzt, Publizist und führender liberaler Politiker
- Paul Usteri-Escher (* 12. August 1853; † 1. Februar 1927 in Zürich), Jurist und Politiker
- Traugott Vogel (* 27. Februar 1894; † 31. Januar 1975 in Zürich), Schriftsteller und Pädagoge
- Richard Wagner (* 22. Mai 1813 in Leipzig; † 13. Februar 1883 in Venedig), Komponist
- Franz Wanger (* 5. Januar 1880; † 28. November 1945), Bildhauer und Medailleur
- Jakob Friedrich Wanner (* 28. April 1830 in Illingen (Württemberg); † 24. Januar 1903), Architekt
- Emil Weber (* 19. Oktober 1872; † 1945 in München), Maler
- Ernst Karl Weber (* 22. Oktober 1880; † 13. Juli 1973 in Zürich), Astronom und Kartograph
- Max Weber (* 2. August 1897; † 2. Dezember 1974 in Bern), Politiker, Finanzwissenschaftler, Gewerkschaftsfunktionär
- Oscar Weber (* 25. November 1868; † 7. August 1952 in Zug), Chemiker, Unternehmer der Metallwaren Zug und Oscar Weber Holding AG
- Rudolf Heinrich Weber (* 16. August 1874; † 3. August 1920 in Rostock), deutscher Mathematiker, Physiker und Hochschullehrer
- Friedrich Wehrli (* 16. April 1858; † 3. Mai 1925), Architekt
- Fritz Max Weiss, seit 1951 Wyss (* 23. Februar 1877; † 22. Oktober 1955 in Heidelberg), deutscher Orientalist und Diplomat
- Albert Welti (* 18. Februar 1862; † 7. Juni 1912 in Bern), Maler und Grafiker
- Heinrich Hermann Werdmüller (* 28. August 1843; † nach 1880), Holzschneider
- Oskar Wettstein (* 26. März 1866; † 16. Februar 1952), Journalist, Zeitungswissenschaftler und freisinniger Politiker
- Pantscho Wladigerow (* 13. März 1899; † 8. September 1978), bulgarischer Komponist und Pianist
- Henry Wirz (* 25. November 1823; † 10. November 1865, ursprünglich Heinrich Hartmann Wirz), Lagerkommandant des konföderierten Gefangenenlagers Andersonville
- Wilhelm Wislicenus (* 23. Januar 1861; † 8. Mai 1922 in Tübingen), Professor für Organische Chemie in Tübingen
- Johann Caspar Wolff (* 28. September 1818; † 27. April 1891 in Zürich), Architekt des Klassizismus. Staatsbauinspektor des Kantons Zürich
- Toni Wolff (* 18. September 1888, † 21. März 1953 in Zürich), Analytikerin der Jungschen Psychologie, Mitarbeiterin von C. G. Jung
- Karl Friedrich Würtenberger (* 12. Dezember 1838; † 3. Juli 1911 in Küßnach), deutscher Heimatdichter
- Karl Wunderli (* 21. November 1881 in Zürich; † 25. Oktober 1961 in Kreuzlingen), Landwirt und Politiker
- Hans Wunderly-von Muralt (* 3. Juli 1842 in Meilen; † 23. Januar 1921 in Zürich), Industrieller und Politiker
- Georg von Wyss (* 31. März 1816; † 17. Dezember 1893 in Zürich), Politiker und Historiker, Rektor der Universität Zürich
- Paul Friedrich von Wyss (* 24. Dezember 1844; † 26. Januar 1888 auf Teneriffa), Jurist, Rechtswissenschaftler und Hochschullehrer
- Ernst Zahn (* 24. Januar 1867; † 12. Februar 1952 in Meggen/LU), Schriftsteller
- Max Zeller (* 17. Januar 1891; † 19. November 1981 in Küsnacht), Bauingenieur, Topograf und Hochschullehrer
- Leonhard Zeugheer (* 10. Januar 1812; † 16. Dezember 1866), Architekt
- Arnold Zimmermann (* 19. Juli 1872 in Zürich; † 30. Januar 1951 in Küsnacht), evangelischer Geistlicher und Heimatforscher
- Georg Rudolf Zimmermann (* 5. Juni 1825 in Zürich; † 8. Juni 1900 ebenda) evangelischer Geistlicher und Heimatforscher
- Johann Kaspar Zollinger (* 23. April 1820 in Zürich; † 28. Juli 1882 ebenda), reformierter Geistlicher und Politiker
- Paul Zweifel (* 30. Juni 1848 in Höngg; † 13. August 1927 in Leipzig), Gynäkologe und Hochschullehrer

## 20./21. Jahrhundert

### A
- Werner Abegg (* 9. Dezember 1903; † 13. Juli 1984), Textilindustrieller, Sammler von Textilien und Stifter der Abegg-Stiftung
- Theodor Abt (* 1947), Soziologe
- Samuel Ackermann (* 16. Januar 1981), Schauspieler, Filmregisseur, Filmeditor und Drehbuchautor
- Walter Ackermann (* 19. April 1903; † 20. Juli 1939 in Konstanz), Pilot und Schriftsteller
- Jürg Acklin (* 20. Februar 1945), Psychoanalytiker und Schriftsteller
- Mario Adorf (* 8. September 1930), deutscher Schauspieler
- Irène Aebi (* 27. Juli 1939), Musikerin
- Hans Aeschbacher (* 18. Januar 1906; † 27. Januar 1980 in Russikon), Maler und Bildhauer
- Urs Affolter (* 3. April 1958; † 28. Juni 2016 in Hamburg), Schauspieler und Musicaldarsteller
- Gianluca Ambrosetti (* 10. August 1974), Wissenschaftler und Jazzmusiker
- Daniel Ammann (* 1963), Journalist und Autor
- Marion Ammann (* 30. Juli 1964), Opernsängerin, Sopranistin
- Alfred Anderau (* 17. Mai 1936), Gymnasiallehrer, Übersetzer, Liedersammler, Komponist, Arrangeur und Herausgeber
- Eric Andreae (* 1981), Filmemacher und Dozent
- Dumenic Andry (* 7. Mai 1960), Romanist und Schriftsteller
- Paul Appenzeller (* 11. April 1888 in Höngg; † 18. Dezember 1951 in Zürich), Mundartautor
- Allan Arigoni (* 4. November 1998), Fussballspieler
- Renato Arlati (* 29. März 1936; † 31. März 2005 in Baden), Schriftsteller
- Helene Arnet (* 2. Juli 1959), Historikerin, Journalistin und Autorin
- Judith Auer (* 19. September 1905; † 27. Oktober 1944 in Berlin-Plötzensee); Widerstandskämpferin gegen den Nationalsozialismus
- Michel Auer (* 30. Mai 1933), französisch-schweizerischer Fotograf, Sammler und Fotohistoriker

### B
- Balz Bachmann (* 17. Januar 1971), Filmmusikkomponist, Musiker, Bassist und Gitarrist
- Stefan Bachmann (* 1. Juli 1966), Theaterregisseur und Intendant
- Nedim Bajrami (* 28. Februar 1999), Fußballspieler
- Jochen Baldes (* 30. Oktober 1964), Jazzmusiker
- Ernst Baltensperger (* 20. Juli 1942), Wirtschaftswissenschaftler
- Jan Bamert (* 9. März 1998), Fussballspieler
- Hans J. Bär (* 26. September 1927; † 21. März 2011), Bankier
- Raymond J. Bär (* 23. Mai 1959), Bankmanager
- André Barbosa (* 27. August 2000), schweizerisch-portugiesischer Fussballspieler
- Robert Barth (* 25. Oktober 1922; † 29. März 2007 in Rothrist), Unternehmer, Erfinder von Rivella
- Nik Bärtsch (* 3. August 1971), Pianist, Komponist, Musikproduzent und Autor
- Franz Anton Basch (* 13. Juli 1901; † 27. April 1946), nationalsozialistischer deutscher Politiker, „Volksgruppenführer“ der Deutschen in Ungarn
- Amy Baserga (* 29. September 2000), Biathletin
- Sonja Bata (* 8. November 1926; † 20. Februar 2018), schweizerisch-kanadische Philanthropin, Sammlerin und Museumsgründerin
- Kurt Bauknecht (* 3. April 1936; † 23. April 2019), Informatiker und Hochschullehrer
- Alfred Baum (* 23. September 1904; † 30. September 1993 in Dietlikon), Komponist, Pianist und Organist
- Frank Baumann (* 28. August 1957), Werber, TV-Moderator, Regisseur, Bestsellerautor, Direktor des Arosa Humorfestivals
- Novem Baumann (* 4. Dezember 1995), schweizerisch-philippinischer Fussballspieler
- Urs Baumann (* 26. November 1941), römisch-katholischer Theologe
- Peter Baumgartner (* 14. Februar 1939 in Höngg, heute Zürich), Kameramann
- Chariklia Baxevanos (* 15. März 1936), Bühnen- und Filmschauspielerin sowie Synchronsprecherin
- Maria Becker (* 28. Januar 1920 in Berlin; † 5. September 2012 in Uster), deutsch-schweizerische Schauspielerin und Regisseurin
- Eugenio A. Beltrami (* 30. Mai 1930 in Marling bei Meran; † 10. Mai 1995 in Zürich), Sportgeräte-Entwickler
- Diego Benaglio (* 8. September 1983), Fussballspieler
- Bendeniz (* 1973), türkische Popmusikerin
- Alfred Berchtold (* 17. Juni 1925; † 26. Oktober 2019 in Chêne-Bougeries), Historiker
- Max Benker-Bernegger (* 8. Dezember 1932; † 7. März 2022 in Männedorf), Turner
- Sibylle Berg (* 2. Juni 1962 in Weimar), deutsch-schweizerische Schriftstellerin und Dramatikerin
- Pete Berger, geboren als Pascal Berger (* 4. Mai 1974), Filmregisseur, -editor, Drehbuchautor, Schauspieler und Kameramann
- Ursula Berger (* 5. August 1950), Tänzerin, Tanzpädagogin und Choreografin
- Maria Bernasconi (* 14. September 1955), Gewerkschafterin, Politikerin (SP), Nationalrätin
- Bruno Berner (* 21. November 1977), Fussballspieler und -trainer
- Frederik Besse (* 1991), Journalist und Major in der Schweizer Armee
- Elsie Bianchi Brunner (* 5. November 1930; † 17. Juli 2016), Jazzmusikerin und Unternehmerin
- Patrick Bianco (* 21. Oktober 1977), Jazzmusiker
- Matthias Bieber (* 14. März 1986), Eishockeyspieler
- Ernst Biedermann (* 18. Februar 1902; † 13. März 1997), Politiker (Nationale Front)
- Lea von Bidder (* 1990), Unternehmerin
- Max Bill (* 22. Dezember 1908 in Winterthur; † 9. Dezember 1994 in Berlin), Architekt, Designer und Nationalrat
- Hannes Binder (* 7. Oktober 1947), Comiczeichner, Illustrator und Maler
- Rudolf Bindschedler (* 8. Juli 1915; † 24. März 1991), Jurist, Hochschullehrer, Botschafter und Oberst
- Hans Christoph Binswanger (* 19. Juni 1929; † 18. Januar 2018 in St. Gallen), Wirtschaftswissenschaftler
- Martin Bircher (1938–2006), Barockforscher, Buchhistoriker, Sammler und Hochschullehrer
- Carl-Eduard von Bismarck (* 16. Februar 1961), Politiker, Mitglied des Deutschen Bundestages und Unternehmer
- Bernhard Bittig (* 1940; † 21. Oktober 1982), Forstwissenschaftler und Hochschullehrer
- Anne-Marie Blanc (* 2. September 1919 in Vevey; † 5. Februar 2009), Schauspielerin
- Arthur Blank (* 7. Oktober 1933; † 17. November 2005), Schweizer Autorennfahrer
- Fritz Blanke (* 22. April 1900 in Kreuzlingen; † 4. März 1967), Kirchenhistoriker
- Jean-Pierre Blaser (* 25. Februar 1923; † 29. August 2019 in Schneisingen, Aargau), Physiker und Hochschullehrer
- Albert Blattmann (* 8. September 1904; † 19. Mai 1967 in Bern), Radrennfahrer
- Walter Blattmann (* 10. Juni 1910; † 1. Oktober 1965), Radsportler
- Hanspeter Bleisch (* 23. August 1945), Puppenspieler und Theaterleiter
- Susanna Bliggenstorfer (* 1953), Romanistin und Bibliotheksdirektorin
- Felix Bloch (* 23. Oktober 1905; † 10. September 1983), Nobelpreisträger in Physik und Pazifist
- Georges Bloch (* 24. Juli 1901; † 15. Mai 1984), Unternehmer, Kunstsammler und Mäzen
- Eduard Blocher (* 16. November 1870 in Münchenstein; † 24. März 1942 in Kilchberg), evangelischer Geistlicher und Sprachwissenschaftler
- Robert Blum (* 27. November 1900; † 10. Dezember 1994 in Bellikon), Komponist und Dirigent
- Paul Bodmer (* 18. August 1886; † 19. Dezember 1983), Maler
- Walter Bollag (* 13. Oktober 1911; † Juli 2004), Unternehmer
- Hans Martin Bolli (* 2. August 1917; † 5. Oktober 2007 in Zürich), Geologe, Mikropaläontologe und Professor
- Eugen Bollin (* 15. Februar 1939), Benediktiner, Künstler, Kunstpädagoge und Lyriker
- Armin Bollinger (* 1. November 1913; † 27. November 1995), Historiker und Schriftsteller
- Luc Bondy (* 17. Juli 1948; † 28. November 2015), Theater- und Opernregisseur
- Ernst Aernschd Born (* 11. Dezember 1949), Liedermacher
- Julia Born (* 1975), Grafikdesignerin
- Lars Börner (* 1973), Ökonom
- Peter C. Borsari (* 30. September 1938; † 29. Mai 2006 in Los Angeles), Fotograf
- Adrian Bosshard (* 19. März 1962), Motorradrennfahrer und Unternehmer
- Leon Botstein (* 14. Dezember 1946), US-amerikanischer Dirigent und Musikwissenschaftler
- Alain de Botton (* 20. Dezember 1969), Schriftsteller
- Bertrand Bouvier (* 6. November 1929; † 3. Januar 2025 in Genf), Neogräzist und Hochschullehrer
- Pinkas Braun (* 7. Januar 1923; † 24. Juni 2008 in München), Schauspieler, Theaterregisseur, Hörspielsprecher sowie Übersetzer
- Rachel Braunschweig (* 29. Mai 1968), Theater- und Filmschauspielerin
- Robert Simon Braunschweig (* 25. August 1914; † 20. Juni 2001 in Bern), Ingenieur und Grossrat des Kantons Bern
- Anne Brécart (* 12. März 1960), Schriftstellerin und Übersetzerin
- Andreas Breitenstein (* 1961), Journalist und Literaturkritiker
- Kimena Brog-Meier (* 20. Februar 1987), Eiskunstläuferin
- Elisabeth Bronfen (* 23. April 1958 in München), Literatur- und Kulturwissenschaftlerin, Professorin an der Universität Zürich
- Jean Brun (* 28. September 1926; † 30. September 1993 in Genf), Radrennfahrer und Olympiateilnehmer
- Jean Brun (* 1937), Radrennfahrer
- Andreas Brunner (* 1949), Leitender Oberstaatsanwalt des Kantons Zürich
- Philip C. Brunner (* 28. Mai 1955), Politiker und Unternehmer
- Ursula Brunner (* 23. Juni 1960; † 17. Juli 2019), Rechtsanwältin
- Fritz Brupbacher (* 30. Juni 1874; † 1. Januar 1945), Arzt, libertärer Sozialist und Schriftsteller
- Erich Bryner (* 1942), Theologe
- Walter Bucher (* 8. Juni 1926; † 6. März 2025), Radrennfahrer
- Werner Bucher (* 19. August 1938; † 15. Januar 2019 in Heiden AR), Schriftsteller, Herausgeber und Verleger
- Ella Büchi (* 1929; † 5. Dezember 1999), Schauspielerin
- Peter Bühlmann (* 12. April 1965), Mathematiker und Hochschullehrer
- Dieter Bührle (* 31. Dezember 1921 in Ilsenburg (Harz); † 9. November 2012), Industrieller
- Zora del Buono (* 1962), Journalistin und Schriftstellerin
- Jeannine Burch (* 19. Januar 1968), Schauspielerin
- Christof W. Burckhardt (16. Februar 1927; † 16. Mai 2017 in Renens), Physiker und Autor von Kriminalromanen
- Ernst Friedrich Burckhardt (* 7. Juli 1900; † 10. Oktober 1958 in Uckfield, England), Architekt
- Lucius Burckhardt (* 12. März 1925 in Davos; † 26. August 2003 in Basel), Soziologe und Nationalökonom, gilt als Begründer der Promenadologie
- Elsa Burckhardt-Blum (* 27. November 1900; † 7. April 1974 in Küsnacht), Architektin, Malerin, Zeichnerin und Möbeldesignerin
- Armin von Büren (* 20. April 1928; † 10. Februar 2018), Radrennfahrer
- Oskar von Büren (* 27. März 1933), Radrennfahrer
- Max M. Burger (* 8. Juli 1933; † 2. November 2019), Arzt und Biochemiker
- Walter Burkhard (* 19. August 1898; † 19. Februar 1968), Tiefbauingenieur
- Hans Burla (1920–2010), Zoologe
- René Burri (* 9. April 1933; † 20. Oktober 2014), Fotograf
- Georg Busch (* 12. September 1908; † 31. Januar 2000 in Zürich), Physiker und Hochschullehrer
- Barbara Buser (* 1954), Architektin

### C
- Silvio Cadotsch (* 1985), Jazzmusiker
- Alfredo Cahn (1902–1975), argentinischer Literaturagent und Literaturwissenschaftler
- Hans R. Camenzind (* 1934; † 8. August 2012 in Los Altos, Kalifornien), Mikrochip-Entwickler und Unternehmer
- Elias Canetti (* 25. Juli 1905 in Russe; † 14. August 1994 in Zürich), Schriftsteller
- Ursula Cantieni (* 5. Dezember 1947; † 14. oder 15. August 2023 in Baden-Baden), schweizerisch-deutsche Schauspielerin
- Christoph Casetti (1943–2020), römisch-katholischer Geistlicher und Bistumsvatikar
- Eric P. Caspar, bürgerlich Jürg Kretz (* 1941), Schauspieler und Theaterregisseur
- Alfred Cattani (* 30. April 1923; † 20. Dezember 2009), Journalist und Historiker
- Pierre Cavalli (* 12. Juli 1928; † 28. März 1985), Jazzmusiker
- Ettore Cella (* 12. September 1913 in Zürich; † 1. Juli 2004 in Brütten), Schauspieler und Regisseur
- Alain Chablais (* 8. Juli 1969), schweizerisch-französischer Jurist
- Viviane Chassot (* 1979), Akkordeonistin
- Roberto Cirillo (* 12. September 1971), Manager, Konzernleiter der Schweizerischen Post
- Christoph W. Clairmont (* 13. Februar 1924; † 4. Mai 2004), schweizerisch-amerikanischer Archäologe und Kunsthistoriker
- Teodoro D. Cocca (* 1972), Wirtschaftswissenschaftler und Hochschullehrer
- Richard Cohn-Vossen (* 30. September 1934), deutscher Regisseur und Drehbuchautor
- Hans Conzett (1915–1996), Schweizer Politiker
- Diego Corvalan (* 2002), schweizerisch-argentinischer Fussballspieler
- Jacqueline Crevoisier (1942–2016), Schriftstellerin und Übersetzerin
- Robert Edgar Konrad (* 24. April 1926; † 8. August 1951 in Bedano), Schriftsteller, Lyriker, Übersetzer und Maler
- Giorgio Crespo (* 21. November 1926 in Graz; † 25. November 2001), Architekt[6]
- Hans Caspar von der Crone (* 18. Januar 1957), Rechtswissenschaftler, Hochschullehrer
- Aurélie Csillag (* 24. Januar 2003), Fussballspielerin
- Anne Cuneo (* 6. September 1936; † 11. Februar 2015), Schriftstellerin und Regisseurin

### D
- Willy Daetwyler (* 2. Juli 1919; † 17. Januar 2001 in Monte Carlo), Autorennfahrer und Unternehmer
- Justus Dahinden (* 18. Mai 1925; † 11. April 2020 in Zürich-Witikon), Architekt
- Reinhard H. Dammann (* 23. April 1965), Molekularbiologe
- Fabio Daprelà (* 19. Februar 1991), Fussballspieler
- Clara Luisa Demar, Künstlerin
- Trudi Demut (* 3. März 1927; † 4. Oktober 2000), Bildhauerin und Malerin
- Anne-Marie Dermon (* 16. Juni 1944; † 6. Januar 2018), Theaterschauspielerin
- Hedwig Delpy (* 24. Juli 1881; † 24. März 1967), Apothekerin und erste Doktorandin der ETH-Zürich
- Mitra Devi (* 30. Oktober 1963 als Beatrice Hänseler; † 22. September 2018), Schriftstellerin, Filmemacherin, Journalistin und bildende Künstlerin
- Theodor O. Diener (* 28. Februar 1921; † 28. März 2023 in Beltsville, Maryland), Pflanzenpathologe
- Seny Dieng (* 23. November 1994), Fussballspieler
- Walter Diggelmann (* 11. August 1915; † 5. März 1999), Radrennfahrer
- Richard Dindo (* 5. Juni 1944; † 12. Februar 2025 in Paris), Dokumentarfilmer italienischer Abstammung
- Fabio Dixon (* 21. Juni 1999), Fussballspieler
- Berat Djimsiti (* 19. Februar 1992), albanischer Fussballspieler
- Christian Doelker (* 23. November 1934; † 13. Oktober 2020), Kommunikationswissenschaftler und Professor für Medienpädagogik an der Universität Zürich
- Charles Drenowatz (* 1908; † 1979), Unternehmer und Kunstsammler
- DJ Energy, bürgerlich Roger Beglinger (* 6. Oktober 1973; † 14. August 2011), Trance-DJ
- Ulla Dydo, geborene Eder (* 4. Februar 1925; 10. September 2017 in New York City), Autorin, Redakteurin und Hochschullehrerin

### E
- Bettina Eberhard (* 1972), Filmregisseurin und Künstlerin
- Roger Eberhard (* 1984), Fotograf und Verleger
- Roland Eberle (* 7. Dezember 1953), Politiker
- Anneliese Egger (* 26. September 1930), Schauspielerin
- Fritz Eggimann (* 29. März 1936; † 29. September 2019), Hochschullehrer und Manager
- Albert Ehrismann (* 20. September 1908; † 10. Februar 1998), Schriftsteller
- Heinrich Eichmann (* 14. Juli 1915; † 22. Oktober 1970), Maler und Grafiker
- Albert Einstein (* 14. März 1879 in Ulm; † 18. April 1955 in Princeton (New Jersey)), Professor an der ETH und Nobelpreisträger
- Nico Elvedi (* 30. September 1996), Fussballspieler
- Marta Emmenegger (* 18. Oktober 1923 in Altstätten; † 10. Dezember 2001), Journalistin und Sexberaterin
- Susan Emmenegger (* 1967), Rechtswissenschaftlerin
- Christiane Engel (1942–2021), Medizinerin und Pianistin
- Titus Engel (* 1975), Dirigent
- Charles Enz (1925–2019), Physiker und Hochschullehrer
- Esther Eppstein (* 1967), Künstlerin und Verlegerin
- Christoph Erb (* 1973), Jazzmusiker
- Su Erdt (* 1. Oktober 1973), Szenenbildnerin
- Georg Erhardt (* 11. Juni 1944; † 13. März 2020), Kunstmaler, Grafiker und Illustrator
- Hansjörg Erny (* 9. Juli 1934; † 25. Februar 2019 in Pfäffikon ZH), Fernsehmoderator, Moderator der Schweizer Tagesschau, Schriftsteller und Kommunikationsberater
- Andreas Ernst (* 1960), Journalist und Historiker
- Hans-Ulrich Ernst (* 22. Januar 1933; † 19. März 2019 in Bern), Jurist, Beamter und Brigadier
- Klaus Ernst (1924–2010), Psychiater und Hochschullehrer
- Alfred Martin Escher (* 23. März 1906; † 14. Februar 1980), Jurist, Diplomat, Botschafter der Eidgenossenschaft
- Konrad Escher (* 21. Oktober 1882; † 18. April 1944 in Zürich), Kunsthistoriker und Hochschullehrer
- Mike Eschmann (* 1967), Filmemacher und Drehbuchautor
- Regula Esposito (* 1965), Komikerin, Autorin, Schauspielerin, Sängerin, Moderatorin und Regisseurin
- Peter Everts (* 20. Dezember 1944), Manager

### F
- Sara Irina Fabrikant (* 1967), Geographin und Hochschullehrerin
- Robert Faesi (* 10. April 1883 in Zürich; † 18. September 1972 in Zollikon), Germanist und Schriftsteller
- Patricia Faessler (* 12. November 1974), Fotomodell und Künstlerin
- Beat Fäh (* 3. April 1952), Regisseur
- Hans Falk (* 16. August 1918; † 19. April 2002 in Zürich), Maler und Grafiker
- Patricia von Falkenstein (* 11. April 1961), Juristin, Richterin und Politikerin (LDP), Nationalrätin
- David Farbstein (* 12. August 1868 in Warschau; † 18. April 1953), Rechtsanwalt, SP-Politiker und zweiter jüdischer Nationalrat
- Oskar Farner (* 22. September 1884 in Unterstammheim; † 16. Juli 1958 in Zürich), evangelischer Geistlicher, Hochschullehrer und Zwingliforscher
- Rudolf Farner (* 16. Juni 1917 in Zürich; † 10. März 1984), Werber und Jurist
- Theodor Fässler (* 21. November 1931; † 4. April 2009), Unternehmer
- Robert Fechtig (* 6. Januar 1931; † 1. Februar 2022), Bauingenieur
- Thomas Fehlmann (* 1957), Elektronikmusiker
- Johannes Feiner (* 7. Juni 1909; † 30. November 1985 in Zürich), katholischer Theologe
- Doris Fiala (* 1957), Unternehmerin und Politikerin
- Ingrid Fichtner (* 1954), Schriftstellerin und Übersetzerin
- Carl Fingerhuth (* 14. März 1936; † 15. November 2021 in Zollikon), Architekt, Stadtplaner und Publizist
- Erich Fischer (* 19. Januar 1955), Jazz- und Volksmusiker
- Rainald Fischer (1921–1999), Ordensgeistlicher und Historiker
- Peter Fischli (* 8. Juni 1952), Künstler, siehe Peter Fischli und David Weiss
- Beat Föllmi (* 1965), Musikwissenschaftler
- Marianne Flotron (* 1966), Curlerin
- Carlo Fontana (* 29. Juni 1906; † 17. November 1968), Instruktionsoffizier der Infanterie, Generalstabsoffizier, Divisionär und Militärattaché
- Kurt W. Forster (* 12. August 1935; † 6. Januar 2024 in New York City), Architekt, Kunst-, Architekturhistoriker und Hochschullehrer
- Robert Frank (* 9. November 1924; † 9. September 2019), Fotograf
- Dante Andrea Franzetti (1959–2015), Schriftsteller
- Armin Frei (* 26. Mai 1931; † 23. Januar 2012), Elektroingenieur und Erfinder
- Peter Frei (* 1943), Jazzmusiker
- Benedict Freitag (* 1952), Theater- und Filmschauspieler
- Albert Frey (* 18. Oktober 1903; † 14. November 1998 in Palm Springs (Kalifornien)), Architekt
- Annina Frey (* 29. Dezember 1980), Fernsehmoderatorin, Schauspielerin sowie Musikproduzentin und DJ
- Oliver Frey (* 30. Juni 1948; † 21. August 2022 im Vereinigten Königreich), Comiczeichner und Illustrator
- Walter Frey (* 30. Juli 1943), Unternehmer und Politiker
- H. R. Fricker (* 9. August 1947; † 6. Mai 2023 in Trogen), Konzeptkünstler
- Oliver Friedli (* 1. Juli 1977), Jazzmusiker und Sounddesigner
- Tobias Friedli (* 19. Dezember 1978), Jazzmusiker
- Hanny Fries (* 27. November 1918; † 7. Dezember 2009), Malerin
- Lucca Fries (* 1986), Jazzmusiker
- Max Frisch (* 15. Mai 1911; † 4. April 1991), Schriftsteller und Architekt
- Ernst Rudolf Froesch (* 31. März 1929; † 6. Mai 2014), Internist, Endokrinologe und Hochschullehrer
- Martin Mäddel Fuchs (* 3. Februar 1951), Fotograf
- Thomas Fuchs (* 10. Januar 1957), Springreiter, Europameister, WM-Dritter
- Gabi Fuhrimann (* 27. Januar 1958; † 24. November 2021 in Brugg), Malerin
- Gerhard Furrer (* 26. Februar 1926; † 10. September 2013), Geograph

### G
- Sylvia Gähwiller (* 5. Juli 1909; † 19. März 1999), Sängerin und Gesangspädagogin
- Walter Gams (* 9. August 1934; † 9. April 2017 in Bomarzo), österreichischer Mykologe
- Bruno Ganz (* 22. März 1941; † 16. Februar 2019 in Zürich), Schauspieler
- Werner Ganz (* 16. März 1902; † 16. September 1995 in Winterthur), Historiker, Hochschullehrer, Publizist und Politiker
- Daniel Garbade (* 1957), Kunstmaler, Illustrator und Verleger
- Robert D. Garbade (* 28. Juni 1918; † 5. April 1983) Kameramann, Regisseur und Drehbuchautor
- Manuel Gasser (* 28. Juli 1909; † 16. September 1979), Journalist, Feuilletonist und Mitbegründer der Weltwoche
- Esey Gebreyesus (* 23. Januar 2004), schweizerisch-eritreischer Fussballspieler
- Maja Gehrig (* 1978), Animationsfilmerin
- David Geisser (* 1990), Koch, Fachautor und Unternehmer
- Heinz Geisser (* 1961), Jazz- und Improvisationsmusiker
- Leonardo Genoni (* 28. August 1987), Eishockeytorhüter
- Ernst Gerber (* 11. Oktober 1941; † 30. September 2010), Jazzmusiker
- Maja Gerber-Hess (* 5. November 1946), Schriftstellerin
- Tatjana Kristina Gerhard (* 23. Oktober 1974), Malerin
- Sergio Gerosa (* 1955), Radrennfahrer
- Ilya Gershevitch (* 24. Oktober 1914; † 11. April 2001 in Cambridge), Iranist
- Georg Gessler (* 6. März 1924; † 11. April 2012 in Ottenbach ZH), Bühnenbildner, Maler, Grafiker
- Erika Gessler (1929–2019), siehe Uriella
- Cyrill Geyer (* 26. März 1981), Eishockeyspieler
- Therese Giehse (* 6. März 1898 in München; † 3. März 1975 in München), Schauspielerin
- HR Giger (* 5. Februar 1940 in Chur; † 12. Mai 2014), Künstler
- Sophie Giger (* 1995), Synchronschwimmerin
- Alfred Gilgen (* 28. November 1930; † 12. Februar 2018 in unbekannt) Politiker (LdU), Regierungsrat Zürich
- Kurt Gimmi (* 13. Januar 1936; † 29. März 2003), Radrennfahrer
- Ernst Gisel (* 8. Juni 1922 in Adliswil; † 6. Mai 2021 in Zürich), Architekt
- Fabian Gisler (* 18. August 1977), Jazzmusiker
- Fritz Glarner (* 20. Juli 1899; † 18. September 1972 in Locarno), Maler
- Stephanie Glaser (* 22. Februar 1920 in Neuchâtel; † 14. Januar 2011 in Zollikerberg), Schauspielerin; lebte in Zürich-Witikon
- Hans Jörg Glattfelder (* 10. Juli 1939), konstruktiver Maler
- Jürg Glauser (* 1951), Skandinavist
- Mario Gmür (* 7. Februar 1945), Psychiater, Publizist und Schriftsteller
- Silvia Gmür (* 1939; † 2022 in Riehen), Architektin
- Daniel Goetsch (* 20. September 1968), Schriftsteller
- Pinchas Goldschmidt (* 21. Juli 1963), Oberrabbiner von Moskau sowie Vorsitzender der Europäischen Rabbinerkonferenz
- Raphael Golta (* 17. November 1975), Politiker (SP)
- Viktorija Golubic (* 16. Oktober 1992), Tennisspielerin
- Victorine von Gonzenbach (* 29. April 1921; † 10. Februar 2016), Archäologin
- Amédée Grab (* 3. Februar 1930; † 19. Mai 2019 in Roveredo (Graubünden)), Benediktiner und Bischof des Bistums Chur
- Hella Graf (* 13. Dezember 1902; † 22. Februar 1991 in Berlin), Schauspielerin und Synchronregisseurin
- Roger Graf (* 27. November 1958), Schriftsteller
- Jürg Grau (* 1943; † 20. März 2007), Architekt, Stadtplaner, Schauspieler und Jazzmusiker
- Rio de Gregori (* 22. September 1919; † 22. Mai 1987), Pianist, Orchesterleiter
- Verena Grendelmeier (* 16. Februar 1939; † 27. März 2018), Regisseurin, Journalistin und Politikerin (LdU)
- Dieter Grob (* 21. März 1949), Orthopäde und Hochschullehrer
- Karl Grob (* 30. Mai 1946; † 20. April 2019 in Zürich), Fussballnationalspieler
- Max Grob (* 2. Januar 1901; † 21. Dezember 1976  in Zürich), Kinderchirurg
- Fiona Grond (* ≈1992), Jazzmusikerin
- Christian Gross (* 14. August 1954), Fussballspieler und -trainer
- Raphael Gross (* 25. Dezember 1966), Historiker, Präsident des Deutschen Historischen Museums
- Peter Grotzer (* 15. Juni 1933; † 17. Oktober 1992), Literaturwissenschaftler und Hochschullehrer
- Steff Gruber (* 3. April 1953), Filmemacher, Fotograf und Autor
- Hans-Peter Grünenfelder (* 1946), Forscher, Ethnozoograph und Fachautor
- Rosanna Grüter (* 15. März 1984), Journalistin, Filmemacherin und DJ
- Gitta Gsell (* 1953), Filmregisseurin
- André Gstettenhofer (* 12. Dezember 1971), Verleger, Herausgeber und Festivalleiter
- Monica Gubser (* 17. Januar 1931; † 27. Februar 2019 in Solothurn), Bühnen- und Filmschauspielerin
- Allan Guggenbühl (* 24. März 1952), Psychologe und Experte für Jugendgewalt
- Kurt Guggenheim (* 14. Januar 1896; † 5. Dezember 1983), Kaufmann und Schriftsteller
- Marie-Therese Guggisberg (* 1943; † Ende Januar 2015), Moderatorin und Politikwissenschaftlerin
- Gustav Guhl (* 1910; † 1978 in Schöfflisdorf), Friseur, Unternehmer, Begründer der Haarpflegemarke Guhl
- Bjørn Gulden (* 4. Juni 1965), norwegischer Fussballspieler und Wirtschaftsmanager
- Gustav Gull (* 7. Dezember 1858 in Altstetten; † 10. Juni 1942), Architekt
- Heinz Günthardt (* 8. Februar 1959), Tennisspieler
- Ulrich E. Gut (* 24. Mai 1952), Jurist, Politiker und Publizist
- Andrea Guyer (* 11. Februar 1979), Schauspielerin
- Daniel Gygax (* 28. August 1981), Fussballspieler

### H
- Alois Maria Haas (* 23. Februar 1934; † 12. Januar 2025), Germanist, Philosoph und Hochschullehrer
- Willy Haeberli (* 17. Juni 2021; † 4. Oktober 2021 in Madison (Wisconsin)), schweizerisch-US-amerikanischer experimenteller Kernphysiker und Professor an der University of Wisconsin-Madison
- Christoph Haerle (* 7. April 1958), Bildhauer und Architekt
- Harald Haerter (* 12. Juli 1958), Jazzgitarrist
- Roswitha Haftmann (* 11. Januar 1924 in St. Gallen; † 29. Januar 1998), Galeristin und Stifterin
- Maren Haile-Selassie (* 13. März 1999), Fussballspieler
- Marc Halbheer (* 10. Juli 1965), Jazzschlagzeuger
- Betty Halff-Epstein (* 3. Januar 1905; † 31. Mai 1991 in Basel), Unternehmerin und Frauenrechtlerin
- Gret Haller (* 1. Oktober 1947), Publizistin und Politikerin (SP), Nationalratspräsidentin
- Hermann Haller (* 15. Dezember 1909; † 21. Juni 1985 in Boswil), Filmeditor, -regisseur und Drehbuchautor
- Lea Haller (* 1977), Historikerin und Journalistin
- André Hardegger (* 18. März 1922; † 11. Juni 1945), Radrennfahrer
- Ferdinand Hardekopf (* 15. Dezember 1876; † 26. März 1954), Dichter, Publizist, Übersetzer
- Willy Hardmeyer (* 13. Juni 1910; † 29. Mai 1986), Organist, Orgelbauexperte und Sachbuchautor
- Edwin Haselbach-Lutz (* 10. September 1940; † 12. April 2014), Chemiker und Hochschullehrer
- Stefan Haupt (* 1961), Filmemacher, Regisseur, Autor und Filmproduzent
- Susanne Hausammann (* 2. März 1931; † 31. Dezember 2021 in Wallisellen), evangelische Kirchenhistorikerin
- Markus Hediger (* 31. März 1959), Schriftsteller und Übersetzer
- Gottlieb Heinrich Heer (2. Februar 1903; † 23. Oktober 1967), Schriftsteller und Journalist
- Jakob Christoph Heer (* 17. Juli 1859 in Töss; † 20. August 1925), Schriftsteller
- Daniel Heierli (* 1965), Kantonsrat (Grüne)
- Oliver Heilmeyer (* 6. Juni 1964), Koch, mit einem Stern im Guide Michelin ausgezeichnet
- Gabriel Heim (* 19. November 1950), Publizist, Autor und Filmregisseur
- Bettina Heintz (* 15. Juli 1949), Soziologin und Hochschullehrerin
- Niklaus Helbling (* 27. Februar 1959), Theaterregisseur, Dramaturg und Autor
- Thomas Held (* 1946), Soziologe, Manager und Publizist
- Bruno Heller (* 6. Mai 1925; † 19. August 2014 in Wädenswil), Künstler
- Daniel Hellmann (* 27. September 1985), Performance-Künstler
- William B. Helmreich (* 25. August 1945; † 28. März 2020 in Great Neck, New York), US-amerikanischer Judaist und Soziologe
- Raphael Hemmeler (* 1991), Tennisspieler
- Peter Henrici (* 31. März 1928; † 6. Juni 2023 in Brig), römisch-katholischer Theologe, Weihbischof von Chur
- Bettina Hering (* 1960), Dramaturgin, Regisseurin und Intendantin
- Erland Herkenrath (* 24. September 1912; † 17. Juli 2003), Handballspieler
- Heinz Hermann (* 28. März 1958), Fussballspieler
- Elvira Herzog (* 5. März 2000), Fussballnationalspielerin
- Hildi Hess (* 19. Dezember 1911; † 1. November 1998), Bildhauerin
- Lukas Heuss (* 1961), Jazzmusiker
- Andreas Heusser (* 1976), Konzeptkünstler und Kurator
- Sascha Heyer (* 21. Juli 1972), Volleyballspieler, Europa- und Vize-Weltmeister im Beachvolleyball
- Ernst Hiestand (* 16. September 1935; † 16. Oktober 2021 in Zürich), Grafiker, visueller Gestalter und Designberater
- Hannelise Hinderberger (* 9. November 1904; † 15. Dezember 1992), Dichterin, Übersetzerin und Mäzenin
- Peter Hinnen (* 19. September 1941), Jodler und Schlagersänger
- Walter H. Hitzig (* 9. Mai 1922 in Mexiko-Stadt; † 9. Oktober 2012), Kinderarzt und Transplantationsmediziner
- Ernst Hofmann (* 6. Mai 1912; † 22. Oktober 1986 in Locarno), Mitbegründer der Nationalen Bewegung der Schweiz
- Dora Hofstetter-Schweizer (* 15. April 1923; † 13. Juli 1986 in Pontresina), Juristin und Politikerin
- Franz Hohler (* 1. März 1943 in Biel), Schriftsteller, Kabarettist und Liedermacher
- Peter Holliger (* 6. Oktober 1945), Schauspieler und Theaterregisseur
- Emil Holz (* 24. Oktober 1898; † 29. März 1967), Zitherspieler, Gitarrist und Komponist
- Harry Holzheu (* 9. November 1934), Kommunikationstrainer und Sachbuchautor
- Alain Homberger (* 5. September 1956), Unternehmer und Politiker
- Christoph Homberger (* 10. Oktober 1962), Sänger, Tenor
- Dominique G. Homberger (* 10. April 1948), schweizerisch-US-amerikanische Zoologin, Ornithologin und Hochschullehrerin
- Maya Homburger (* 17. Dezember 1953), Barockviolonistin und Musikproduzentin
- Gottfried Honegger (* 12. Juni 1917; † 17. Januar 2016), Maler und Plastiker
- Hanspeter Horner (* 10. November 1956; † 2. Mai 2025 in Wien), Theaterregisseur
- Alfred Huber (* 18. September 1908; † 3. Februar 1982), Bildhauer und Maler
- Christian Johannes Huber (* 9. Juli 1944), Politiker
- Edi Huber (* 14. Februar 1927; † 16. August 2016), Schauspieler und Regisseur
- Felix Stephan Huber (* 1957), Multimedia-Künstler
- Gaby Huber (* 7. August 1980), Squashspielerin
- Léon Huber (25. Juli 1936; † 27. November 2015), Nachrichtensprecher
- Marc Huber (* 8. November 1984), Unihockeyspieler
- Peter Huber (* 26. Juli 1954), Historiker und Hochschullehrer
- Stefan Huber (* 22. Oktober 1960; † 23. November 2023), Schauspieler und Regisseur
- Stefan Huber (* 14. Juni 1966), Fussballspieler
- Susanne Huber (* 9. November 1958), Schauspielerin
- Thomas Huber (* 14. Juli 1955), Bildender Künstler und Hochschullehrer
- Willy Huber (* 17. Dezember 1913; † nach 1943), Fussballtorhüter
- Adolphe Hug (* 23. September 1923; † 24. September 2006), Fussballtorhüter
- Charles Hug (* 22. Juni 1899 in St. Gallen; † 7. Mai 1979), Maler und Buchillustrator
- Eugen Hunziker (* 11. Oktober 1934), Manager
- Gustav Huonker (* 11. August 1922; † 29. Mai 2019), Journalist, Publizist und Politiker (SP)
- Martin Hürlimann (* 12. November 1897; † 4. März 1984), Fotograf und Verleger
- Marc-Andrea Hüsler (* 1996), Tennisspieler
- Heinz Hüsser (* 28. August 1955), Philosoph, Jurist und Bergsteiger

### I
- Christoph Imboden (* 28. April 1946), ehemaliger Generaldirektor von BirdLife International
- Dieter Imboden (* 1943), Umweltphysiker und Wissenschaftsmanager
- Sonja Indin (* 1980), Jazzmusikerin
- Christoph Irniger (* 30. Oktober 1979), Jazzmusiker
- Walter Iselin (* 1953), Fussballspieler und -trainer

### J
- Erwin Jaisli (1937–2022), Radrennfahrer
- Lenny Janko (* 5. Februar 2002), schweizerisch-gambischer Fussballspieler
- Saidy Janko (* 22. Oktober 1995), Fussballspieler
- Eddy Jegge (* 1. April 1933; † 10. Juli 2012), Jazzmusiker und Musikredaktor
- Jürg Jegge (* 29. Juli 1943), Pädagoge und Autor
- Frank Jehle (* 9. September 1939; † Oktober 2022), evangelisch-reformierter Theologe, Lehrbeauftragter, Autor und Redner
- Philippe Jordan (* 18. Oktober 1974), Dirigent, Chefdirigent der Wiener Philharmoniker, Musikdirektor der Wiener Staatsoper
- Thomy Jordi (* 14. August 1963), Fusionmusiker
- James Joyce (* 2. Februar 1882 in Dublin; † 13. Januar 1941), Schriftsteller, Exilant in Zürich während des Ersten Weltkriegs
- René Joyeuse (* 17. Januar 1920; † 12. Juni 2012), Widerstandskämpfer und Arzt
- Andreas H. Jucker (* 6. März 1957), Anglist, Linguist und Hochschullehrer
- Hans Jucker (* 11. Januar 1946; † 19. Februar 2011 in Affoltern am Albis), TV-Sportreporter und TV-Moderator
- Mathias Jucker (* 7. Juli 1961), Neurowissenschaftler und Professor
- Udo Jürgens (* 30. September 1934 in Klagenfurt; † 21. Dezember 2014 in Münsterlingen), Sänger und Komponist

### K
- Peter Kaghanovitch (* 18. September 1953), Schauspieler
- Konrad Kahl (* 7. März 1914; † 19. Mai 1985 in Zürich), Innenarchitekt, Unternehmer und Literat
- Lindrit Kamberi (* 7. Oktober 1999), schweizerisch-kosovarischer Fussballspieler
- André Kaminski (* 19. Mai 1923 in Genf; † 12. Januar 1991), Schriftsteller
- Peter Kaplony (* 15. Juni 1933 in Budapest; † 11. Februar 2011), Ägyptologe
- Urs Karpf (* 9. November 1938), Schriftsteller
- Marius Keel (* 15. Dezember 1969), Chirurg, Traumatologe und Orthopäde
- Philipp Keel (* 1968), Künstler, Autor, Filmemacher und Verleger
- Marco Kehl-Gómez (* 1. Mai 1992), Fussballspieler
- Christoph B. Keller (* 16. Januar 1959), Journalist, Radioreporter und Schriftsteller
- Eduard Keller (* 29. März 1944; † 27. Oktober 2013), Musikverleger
- Eva B. Keller (* 1956), Politikerin (SP)
- Hans Keller (* 19. August 1908; † 14. Dezember 1999 in Bern), Diplomat
- Hildegard Elisabeth Keller (* 1960 in St. Gallen), Literaturwissenschaftlerin, Kulturunternehmerin und Schriftstellerin
- Jörg Achim Keller (* 27. August 1966), Jazzmusiker
- Luzius Keller (* 9. Juni 1938), Romanist und Hochschullehrer
- Max Keller (* 12. Januar 1924; † 21. Dezember 2003), Rechtswissenschaftler
- Roger Keller (* 28. Februar 1977), Basketballspieler
- Rolf Keller (* 28. Dezember 1930; † 7. Oktober 1993 in Zumikon), Architekt
- Stefan Keller (* 8. Dezember 1974), Komponist
- Stephan Andrin Keller (* 31. Mai 1979), Fussballspieler
- Verena Keller (* 1945), Schauspielerin und Schriftstellerin
- Walter Alvares Keller (* 28. Februar 1908; † 2. September 1965), Schriftsteller
- Werner «Wieni» Keller (* 1934; † 2020), Jazzmusiker, Leiter der Tremble Kids, Gründer der Import Parfumerie
- Beat Kennel (* 14. Juni 1945), Illustrator, Jazzmusiker, Leiter des Musikclubs Bazillus
- Beatrice Kessler (* 19. September 1949), Schauspielerin
- Thomas Kessler (* 25. September 1937; † 2024), Komponist, Pionier der elektronischen Musik
- Roman Kilchsperger (* 21. März 1970), Radio- und Fernsehmoderator
- Stephan Klarer (* 1972), Schweizer Dirigent, Chorleiter und Musikwissenschaftler
- Conrad Klemm (* 3. Juli 1925; † 6. Januar 2010), Flötist
- Ulrich Knellwolf (* 17. August 1942 in Niederbipp), Pfarrer und Schriftsteller
- Bruno Kneubühler (* 3. Februar 1946), Motorradrennfahrer
- Beat Knoblauch (* 3. Mai 1944; † 30. Dezember 1975 in den Tessiner Alpen), Grafiker
- Gregor Kobel (* 6. Dezember 1997), Fussballspieler
- Hugo Koblet (* 21. März 1925; † 6. November 1964 in Egg ZH), Radrennfahrer
- Ursula Koch (* 1. Juli 1941), Politikerin, Parteivorsitzende und Nationalrätin
- Rudolf Koella (* 1942), Kunsthistoriker, Ausstellungskurator, Kunstberater und Publizist
- Henri Koide (* 6. April 2001), Fussballspieler
- Guido Kolb (* 27. März 1928 in Oberriet; † 2. Januar 2007), katholischer Seelsorger und Autor
- Christian Koller (* 2. September 1971), Historiker
- Jenny Koller (* 14. September 1866; † 5. Februar 1949), Frauen- und Kinderärztin
- Marcel Koller (* 11. November 1960), Fussballspieler und -trainer (Nationalmannschaft Österreichs)
- Theodor Koller (* 23. März 1936; † 23. Januar 2023), Zellbiologe und Professor
- Werner Koller (* 14. Dezember 1942), Sprachwissenschaftler und Hochschullehrer
- Adolf König (* 16. Mai 1908; † 2000), Geigenbauer
- Mario König (* 12. November 1947; † 6. April 2019), Historiker
- Peter-Robert König (* 12. Juli 1959), Journalist und Sachbuchautor
- Walter König (* 13. Januar 1908; † 20. Februar 1985 in Zollikon), Jurist und Politiker
- Robert E. Konrad (* 24. April 1926; † 8. August 1951 in Bedano), Schriftsteller und Maler
- Kalman Konya (* 27. Oktober), deutscher Leichtathlet
- Herbie Kopf (* 8. Januar 1962), Jazz-Bassist, Komponist und Bandleader
- Elisabeth Kopp (* 16. Dezember 1936; † 7. April 2023), Politikerin, erste Bundesrätin der Schweiz
- Roger Köppel (* 21. März 1965), Journalist, Medienunternehmer, Publizist und Politiker, Mitglied im Nationalrat
- Sebastian Krähenbühl (* 1974), Schauspieler
- Jürg Kramer (* 3. Juni 1956), Mathematiker und Hochschullehrer
- Susanne Kramer-Friedrich (* 16. Juli 1935), Studienleiterin, Publizistin und Frauenrechtlerin
- Werner Kramer (* 12. Juli 1930), Theologe und Hochschullehrer
- Pjotr Kraska (* 22. Februar 1946; † 5. September 2016), in Zürich wirkender Aktionskünstler, Autor und Behördenkritiker
- Sascia Kraus (* 3. März 1993), Synchronschwimmerin
- Marita Krauss (* 8. Juni 1956), Historikerin
- Marko Krunić (* 28. Dezember 2000), schweizerisch-serbischer Fussballspieler
- Werner Kruse (* 5. Januar 1910; † 18. Januar 2005 in Stuls), Pianist und Komponist
- Mirlind Kryeziu (* 1997), kosovarisch-schweizerischer Fussballspieler
- Elisabeth Kübler-Ross (* 8. Juli 1926; † 24. August 2004 in Scottsdale/Arizona), schweizerisch-US-amerikanische Psychiaterin
- Katrin Kuhn (* 28. August 1953), Politikerin
- Köbi Kuhn (* 12. Oktober 1943 in Wiedikon; † 26. November 2019 in Zollikerberg), Fussballspieler und -trainer
- Emil Kuhn-Schnyder (* 29. April 1905; † 30. Juli 1994 in Zürich), Paläontologe und Hochschullehrer
- Sandy Taikyu Kuhn Shimu (* 1972), Buchautorin, Zen-Buddhistin
- Hans Martin Kümmel (* 30. Dezember 1937; † 30. Juli 1986 bei Tittling), deutscher Altorientalist und Hochschullehrer
- Werner Friedrich Kümmel (* 17. Oktober 1936; † 21. Januar 2025), deutscher Musikwissenschaftler und Medizinhistoriker, Hochschullehrer
- Otto Künzli (* Juli 1948), Goldschmied und Hochschullehrer
- Regula Kyburz-Graber (* 14. Juli 1950), Biologin und Professorin

### L
- Hans Lamprecht (* 26. Juni 1919; † 31. März 2012), Forstwissenschafter
- Dominik Landwehr (* 1958), Journalist, Autor, Medien- und Kulturschaffender
- Elias Landolt (* 24. Juli 1926; † 1. April 2013), Geobotaniker
- Karl Landolt (* 20. März 1925; † 17. Dezember 2009), Künstler
- Ana Lang (* 25. Juni 1946), Sprachlehrerin und Schriftstellerin
- Fritz Lang (* 26. Februar 1902; † 5. Juni 1976 in Luzern), Unfallmediziner und Hochschullehrer
- Hans-Peter Lang (* 1948), Maurer, Bauführer und Sozialunternehmer
- Max Lang (* 11. Januar 1917; † 29. Mai 1987), Musiker, Komponist und Dirigent
- Michael Lang (* 2. November 1949), Publizist, Autor, Fernseh- und Filmschaffender
- Peter Läng (* 16. April 1986), thailändisch-Schweizer Fussballspieler
- Brenton Langbein (* 21. Januar 1928 in Gawler; † 6. Juni 1993 in Zürich), australischer Geiger, Lehrer und Komponist
- Matthias Langhoff (* 9. Mai 1941), deutscher Theaterregisseur
- Rolf Lappert (* 21. Dezember 1958), Schriftsteller
- Werner Latscha (* 4. März 1925; † 29. November 2019), Jurist und Bahnmanager
- Silvana Lattmann (* 8. November 1918 in Neapel; † 19. Juli 2023), Schriftstellerin, lebte von 1993 bis 2018 in Zürich
- Anne Lauber (* 28. Juli 1943), schweizerisch-kanadische Komponistin, Dirigentin und Musikpädagogin für klassische Musik
- Elmar Ledergerber (4. April 1944 in Engelberg), Ökonom und Politiker, 2002–2009 Stadtpräsident von Zürich
- Steve Lee (* 5. August 1963; † 5. Oktober 2010 bei Mesquite (Nevada)), Musiker
- Urs Lehmann (* 14. Mai 1966; † 1. August 2017), Künstler, Performer und Illustrator
- Wladimir Iljitsch Lenin (* 22. April 1870 in Simbirsk; † 21. Januar 1924 in Gorki Leninskije), Exilant in Zürich während des Ersten Weltkriegs, führende Persönlichkeit der Oktoberrevolution
- Karin Lesch (* 18. Mai 1935; † 12. März 2025 in Königs Wusterhausen), Schauspielerin
- Curt Letsche (* 12. Oktober 1912; † 17. Februar 2010 in Jena), Schriftsteller
- Moritz Leuenberger (* 21. September 1946 in Biel), Politiker, Bundesrat (SP)
- Hedi Leuenberger-Köhli (* 2. August 1907; † 24. Juni 1997), Gewerkschafterin und Frauenrechtlerin
- Zilla Leutenegger (* 11. April 1968), Künstlerin
- Bruno Lezzi (* 13. Juni 1945; † 25. Juni 2023), Militärhistoriker, Journalist und Generalstabsoffizier
- Marion Lichardus-Itten (* Juni 1941), Prähistorikerin
- Paul Lichtlen (* 23. August 1929; † 13. Juli 2005), Kardiologe
- Rolf Liebermann (* 14. September 1910; † 2. Januar 1999 in Paris), Komponist und Intendant
- Nick Liebmann (* 27. Dezember 1950; † 28. Dezember 2006 in São Paulo), Jazzmusiker, Musikkritiker und Sozialwissenschaftler
- Marvin Lier (* 8. September 1992), Handballspieler
- Jean Lindenmann (* 18. September 1924 in Zagreb; † 15. Januar 2015), Virologe und Immunologe
- Nicolas Lindt (* 29. März 1954), Schriftsteller
- Bettina Lindtberg (* 21. März 1946; † 2. Juli 2002 in Zürich), Schauspielerin und Hörspielsprecherin
- Leopold Lindtberg (* 1. Juni 1902 in Wien; † 18. April 1984 in Sils Maria), Regisseur
- Leo Lipski (* 10. Juli 1917; gest. 7. Juli 1997 in Tel Aviv), jüdisch-polnischer Schriftsteller
- Marc Locatelli (* 1954), Illustrator, Cartoonist, Grafiker und Schauspieler sowie ehemaliger Radrennfahrer und Radtrainer
- Hugo Loetscher (* 22. Dezember 1929; † 18. August 2009), Schriftsteller
- Gret Loewensberg (* 17. Januar 1943), Architektin
- Verena Loewensberg (* 28. Mai 1912; † 27. April 1986 in Zürich), Malerin
- Katja Loher (* 1979), Künstlerin
- Colette Lorand (* 7. Januar 1923; † 26. April 2019 in Ebenhausen), Opernsängerin
- Selma L’Orange Seigo (* 1980), Kantonsrätin (Grüne)
- Urs Lott (* 30. Dezember 1948; † 18. Juni 2012 in Zürich), Eishockeyspieler
- Noah Lovisa (* 21. Juni 2000), Fussballspieler
- Manuel Löwensberg (* 11. Mai 1975), Schauspieler
- Sayfallah Ltaief (* 22. April 2000), Fussballspieler
- Adolf Lüchinger (* 16. März 1928; † 16. November 2020), Jurist und Richter am schweizerischen Bundesgericht
- Sascha Luder (* 1987), Schauspieler und Musicaldarsteller
- Peter Luisi (* 1975), Filmregisseur, Filmproduzent und Drehbuchautor
- Gianpiero Lupi (* 19. Juni 1942; † 18. Mai 2013 in Solothurn), Divisionär und Oberfeldarzt der Schweizer Armee
- Gerhard Lusenti (* 24. April 1921; † 1. Juni 1996), Fussballspieler
- Sophie Lüssi (* 1977), schweizerisch-argentinische Jazz- und Weltmusikerin
- Christoph Lüthy (* 1964), Philosophie- und Wissenschaftshistoriker
- Erwin Lutz (* 20. Januar 1938), Radsportler
- Hans-Rudolf Lutz (* 14. Januar 1939; † 17. Januar 1998 in Zürich), Typograf und Grafiker
- Robert Anthony Lutz (* 12. Februar 1932), US-amerikanischer Manager
- Thom Luz (* 9. Januar 1982), Regisseur, Musiker und Bühnenbildner
- Rolf Lyssy (* 25. Februar 1936), Filmregisseur

### M
- Hans Maag (* 21. Dezember 1916; † 23. Dezember 1981), Radrennfahrer
- Ulrich Maag (* 23. Juli 1910; † 10. August 1934), Automobilrennfahrer
- Victor Maag (* 17. Februar 1910; † 3. Oktober 2002), evangelischer Geistlicher und Hochschullehrer
- Karl Madritsch (* 25. September 1908; † 31. Juli 1986), Künstler
- Alex Maier (* 8. Juli 1917; † 9. September 2005 in Basel), Künstler
- Anna Maier (* 20. September 1977), Radio- und Fernsehmoderatorin
- Thomas Maissen (* 23. Oktober 1962), Historiker und Hochschullehrer
- Peter Malama (* 18. Oktober 1960; † 22. September 2012 in Basel), Politiker
- Erika Mann (* 9. November 1905 in München; † 27. August 1969), deutsche Schauspielerin, Kabarettistin und Schriftstellerin
- Thomas Mann (* 6. Juni 1875 in Lübeck; † 12. August 1955), Schriftsteller, Exilant in Zürich während des Zweiten Weltkriegs
- Raffaele Marciello (* 17. Dezember 1994), italienischer Autorennfahrer
- Dominique Margot (* 1961), Filmregisseurin, Drehbuchautorin und Kamerafrau
- Bernard Martin (* 14. Februar 1905; † 21. März 1995 in Farvagny-le-Grand), evangelischer Geistlicher
- Hans Martin (* 29. April 1913; † 30. Mai 2005 in Opfikon), Radrennfahrer, Kunstflieger und Erfinder
- Boris Mattèrn (* 24. April 1937; † 22. Dezember 2022 in Bad Godesberg), Schauspieler und Hörspielsprecher
- Jojo Mayer (* 18. Januar 1963), Musiker
- Kurt Bernd Mayer (* 6. September 1916; † 13. September 2006 in den USA), schweizerisch-amerikanischer Soziologe und Hochschullehrer
- Vali Mayer (* 28. Februar 1936), Musiker
- Mariella Mehr (* 27. Dezember 1947; † 5. September 2022), Schriftstellerin
- Al Meier (* 9. Dezember 1954), Maler, Designer und Kurator
- Andrea Meier (* 29. Mai 1970), Fernsehjournalistin
- Arnold Meier (* 18. März 1914; † 4. August 1993), Langstreckenläufer, Schweizer Meister und Murtenlauf-Sieger
- Arthur Meier-Hayoz (* 2. Juni 1922; † 24. Juni 2003 in Meilen), Rechtswissenschaftler und Hochschullehrer
- Bruno Meier (* 24. März 1905; † 10. Juni 1967), Künstler und Maler
- Carlo Meier (* 7. April 1961), Journalist und Schriftsteller
- Dieter Meier (* 4. März 1945), Musiker und Künstler
- Hans-Rudolf Meier (* 9. November 1956), schweizerisch-deutscher Kunsthistoriker und Hochschullehrer
- Herbert Meier (* 29. August 1928 in Solothurn; † 21. September 2018 in Zollikon), Schriftsteller und Übersetzer
- Isabel Meier (* 1966), Filmeditorin
- Michael Meier (* 1955), römisch-katholischer Theologe und Journalist
- Michael Meier-Brügger (* 13. August 1948), Indogermanist und Hochschullehrer
- Urs Meier (* 7. Juli 1961), Fussballspieler und -trainer
- Jarreth Merz (* 1. Mai 1970), Schauspieler, Filmregisseur
- Lorenz Merz (* 1981), Kameramann, Filmregisseur, Drehbuchautor, Filmproduzent und -editor
- Rudolf L. Merz (* 30. Dezember 1933; † 20. Oktober 2006 in Birchwil), Illustrator
- Clemens Mettler (* 1. September 1936 in Ibach), Schriftsteller
- Hansjürg Mey (* 19. September 1934; † 1. September 2020 in Mirten), Professor der Informatik und Leiter des Instituts für angewandte Mathematik an der Universität Bern
- Hans von Meyenburg (* 21. April 1915; † 19. September 1995 in Herrliberg), Architekt
- Adolf-Ernst Meyer (* 6. Dezember 1925; † 23. Dezember 1995 in Hamburg), Internist
- Alice Meyer-Wegenstein (* 9. Januar 1901; † 12. Oktober 1970), Juristin und Autorin
- Andreas Meyer (* 19. Dezember 1955; † 6. Februar 2017), Historiker
- Bruno Meyer (* 20. Februar 1911; † 9. Mai 1991 in Frauenfeld), Historiker und Archivar
- Conrad Meyer (* 25. Juli 1949), Wirtschaftswissenschaftler und Hochschullehrer
- Franz Meyer (* 4. Juni 1919; † 3. März 2007), Jurist, Kunsthistoriker und Museumsdirektor
- Fritz Meyer (* 20. März 1914; † 7. Juli 1964), Schriftsteller
- Hans Jakob Meyer (* 11. September 1903; † 4. Juli 1981 in Feldmeilen), Bildhauer, Maler und Zeichner
- Harald Meyer (* 29. Januar 1972), Japanologe, Literaturwissenschaftler und Hochschullehrer
- Helen Meyer (* 31. August 1920; † 21. Dezember 1998 in Fällanden), Journalistin, Politikerin und Nationalrätin
- Kurt Meyer (* 22. August 1921; † 7. März 2017 in Aarau), Germanist, Lexikograph und Bibliothekar
- Liselotte Meyer-Fröhlich (* 9. Juli 1922; † 26. April 2014), Juristin und Politikerin
- Martin Meyer (* 4. Oktober 1951), Journalist, Publizist, Essayist und Buchautor, Feuilletonchef der Neuen Zürcher Zeitung
- Raphaël Meyer (* 1979), Luxemburger Jurist
- Sabina Meyer (* 1969), Jazz- und Improvisationssängerin
- Thomas Meyer (* 1974), Schriftsteller, Drehbuchautor, Texter und Aktionskünstler
- Verena Meyer (* 4. Juni 1929; † 21. Juli 2018), Kernphysikerin, Wissenschaftspolitikerin und Rektorin Universität Zürich
- Eva Mezger-Haefeli (* 26. März 1934; † 6. November 2023), Programmsprecherin, Schauspielerin und Fernsehmoderatorin
- Doris Michel (* 17. Februar 1948), Künstlerin und Kunstpädagogin
- Paul Michel (* 19. März 1947),  Literaturwissenschaftler und Hochschullehrer
- Rosmarie Michel (* 16. August 1931), Managerin, Unternehmerin
- Sofia Milos (* 27. September 1969), griechisch-italienische Schauspielerin
- Hansjörg Minder (* 13. April 1942), Schweizer Radrennfahrer
- André Moccand (* 25. Januar 1931), Steuermann im Rudern
- Caterina Mona (* 1973), Filmregisseurin, Drehbuchautorin und Editorin
- Antoine Monot, Jr. (* 22. Juni 1975 in Rheinbach), Schauspieler
- Dimitri Monstein (* 2. September 1991), Jazzmusiker
- Carla Lia Monti (* 1966), Filmemacherin
- Hans Jakob Moor (* 11. Juni 1933; † 25. Januar 2009 in Bassersdorf), Zellbiologe, Hochschullehrer
- Max Moor, eigentlich Dieter Moor (* 1. Mai 1958), Schauspieler, Fernsehmoderator und Autor
- Ben Moore, (* 1966), Astrophysiker
- Darius Moradpour (* 5. Dezember 1962), Internist, Gastroenterologe und Hepatologe
- Milena Moser (* 13. Juli 1963), Schriftstellerin
- Silvio Moser (* 24. April 1941; † 26. Mai 1974 in Locarno), Autorennfahrer
- Tiana Angelina Moser (* 6. April 1979), Politikerin, Ständerätin
- Wilfrid Moser (* 10. Juni 1914; † 19. Dezember 1997), Maler und Bildhauer
- Lidi van Mourik Broekman (1917–2015), niederländische Bildhauerin und Malerin
- Daniel Mouthon (* 11. Juli 1952), Vokalperformer und Komponist
- Fritz Muggler (* 31. März 1930; † 25. September 2023), Musiker und Musikkritiker
- Andrea Muheim (* 6. Juni 1968; † 14. Juni 2023), Malerin und Objektkünstlerin
- Anna-Katharina Müller (* 12. September 1980), deutsch-schweizerische Schauspielerin und Performerin
- Arnold Müller (* 27. Juli 1924; † 21. März 2006 in Bachs), Politiker und Nationalrat
- Carolina Müller-Möhl (* 29. November 1968), Investorin und Philanthropin
- Charles Müller (* 4. Juli 1922; † 3. März 2015 in Aubonne), Diplomat
- Emil Müller (* 5. März 1920; † 2. April 2008), Mykologe und Professor
- Fabian Müller (* 1964), Komponist
- Hans Müller (* 27. November 1868; † 15. April 1953 in Baden), Brauereiunternehmer
- Hans Müller (* 7. März 1931; † 26. August 2021 in Rancho Palos Verdes, Vereinigte Staaten), Eiskunstläufer
- Jacob Müller (* 2. November 1905; † 29. Dezember 1998 in Ronco), Möbeldesigner, Architekt, Werklehrer und Publizist
- Kurt Müller (* 16. März 1925; † 8. Februar 2016), Politiker und Journalist
- Monika Müller-Seps (* 22. Februar 1986), Schachspielerin
- Nicolas Müller (* 25. April 1982), Snow- und Skateboarder
- Richard Müller (* 22. Februar 1913; † 23. Oktober 1986 in Muri bei Bern), Politiker
- Robert Müller (* 17. Juni 1920; † 15. Oktober 2003 in Villiers-le-Bel), Bildhauer
- Roland A. Müller (* 22. Mai 1963), Rechtsanwalt und Direktor des Schweizerischen Arbeitgeberverbands
- Serge Müller (* 18. September 2000), Fussballspieler
- Susanne Müller (* 9. September 1964), Jazzmusikerin
- Susi Müller-Gehrig (* 4. Juni 1925; † 18. Oktober 1981 in Frauenfeld), Architektin
- Walter Müller (* 25. Dezember 1948; † 10. Juli 2013 in Le Beausset Vieux), Bergsteiger und Bergführer
- Walter Andreas Müller (* 3. September 1945), Schauspieler und Radiomoderator
- Xeno Müller (* 7. August 1972), Ruderer, Olympiasieger
- Christian Münchinger (* 22. November 1969), Jazzmusiker
- Luna Mwezi (* 2007), Schauspielerin und Sängerin

### N
- Harald Naegeli (* 4. Dezember 1939), Künstler, bekannt als «Sprayer von Zürich»
- Otto Nauer (* 23. Oktober 1914; † 11. Juli 2012 in Wetzikon), Politiker, Kantons- und Nationalrat
- Esther Neuenschwander (* 1983), Curlerin
- Caro Niederer (* 1963), Künstlerin
- Erwin Nievergelt (* 29. April 1929; † 4. August 2018 in Spanien), Ökonom und Schachspieler
- Heinz Nigg (* 23. August 1949), Ethnologe, Kulturvermittler und Förderer des partizipativen Video- und Filmschaffens
- Fritz Nipkow (1886–1963), Apotheker und Limnologe
- Gustav Nipkow (* 24. Oktober 1914; † 26. Juni 1942), Apotheker, Sportler, Militärpilot
- Ernst Nobs (* 14. Juli 1886; † 13. März 1957), Gewerkschafter, Publizist, Politiker, Bundesrat (SP)
- Thomas Nock (* 19. April 1968), Schauspieler

### O
- Otto Oberholzer (* 11. Dezember 1919; † 10. Oktober 1986 in Kiel), Skandinavist und Hochschullehrer in Deutschland
- Robert Oboussier (* 9. Juli 1900 in Antwerpen; † 9. Juni 1957), Komponist, Musikwissenschafter und -kritiker
- Jürg Obrist (* 20. Dezember 1947), Grafiker und Schriftsteller
- Erich Offermann (* 28. Februar 1920; † 10. Dezember 2009 in Arlesheim), Jurist und Amateurmineraloge
- Ruth Oswalt (* 7. Januar 1946), Schauspielerin

### P
- Irina Pando (* 24. Juli 1995), Fussballspielerin
- Manfred Papst (* 1956 in Davos), Kulturjournalist, Programmleiter des NZZ-Buchverlags
- Erwin Parker (* 26. Juni 1903 in Berlin; † 1. November 1987), Schauspieler, Hörspielsprecher und Schauspiellehrer
- Katja Paryla (* 25. Januar 1940; † 25. August 2013 in Wölsickendorf, Landkreis Märkisch-Oderland), Schauspielerin und Regisseurin
- Martino Pedrozzi (* 1971), Architekt und Akademieprofessor
- Carlos Perón (* 9. Juni 1952), Techno-Pionier, Mitbegründer von Yello, Musikproduzent
- Xavier Perrot (* 1. Februar 1932; † 8. Dezember 2008), Autorennfahrer
- Anton Pestalozzi (* 15. Dezember 1915; † 2007), Rechtsanwalt und Antikensammler
- Charlotte Peter (* 11. Juni 1924; † 3. November 2020), Historikerin, Journalistin, Reiseleiterin, Chefredaktorin der Zeitung annabelle/Elle und Autorin
- Dominik Peter (* 2001), Skispringer
- Erich Peter (* 9. Februar 1935; † 9. Juli 1996), Jazzbassist
- Niklaus Peter (* 18. Juni 1956), evangelisch-reformierter Theologe und Publizist
- Daniel Pezzotti (* 9. April 1962; † 7. Oktober 2017), Cellist
- Rolf Pfeifer (* 24. Februar 1947), Informatiker
- Fritz Pfenninger (* 15. Oktober 1934; † 12. Mai 2001), Radsportler
- Verena Pfenninger-Stadler (* 29. März 1904; † 27. Januar 1999), Pfarrerin
- Max Pfister (* 21. April 1932; † 21. Oktober 2017), Romanist und Sprachwissenschaftler
- Rudolf Pfister (* 23. Juli 1909 in Zürich; † 11. Mai 2000 in Urdorf), evangelischer Geistlicher und Hochschullehrer
- Lenoxx Phommara (* 25. November 2006), Motorradrennfahrer
- Theo Pinkus (* 21. August 1909; † 5. Mai 1991), Buchhändler, Publizist
- Hans Plieninger (* 17. Januar 1914; † 23. Dezember 1984), deutscher Chemiker
- Jasmin Pokerschnig (* 1962), Kantonsrätin (Grüne)
- Stephan Pörtner (* 24. November 1965), Schriftsteller und Übersetzer
- Andi Pupato (* 11. November 1971), Musiker
- Secondo Püschel (* 10. Juli 1931; † 12. April 1997), Maler

### R
- Charles Racine (* 26. Mai 1927; † 8. Februar 1995), Dichter
- Yves Raeber (* 26. November 1955), Schauspieler, Theaterregisseur, Hörspielsprecher und Übersetzer
- Margrit Rainer (* 9. Februar 1914; † 10. Februar 1982), Schauspielerin und Kabarettistin
- Elisabeth Raiser (* 18. August 1940), deutsche Historikerin
- Ilma Rakusa (* 2. Januar 1946), Schriftstellerin, Publizistin und Übersetzerin
- Jürg Randegger (* 1935; † 2023), Kabarettist und Fernsehmoderator
- Hans Rapold (* 11. Juni 1920; † 13. Januar 2018), Offizier
- Johannes Rapp (* 6. September 1953), Schauspieler
- Röbi Rapp (* 27. Mai 1930; † 26. August 2018 in Zürich), Schauspieler und Travestiekünstler
- Kaspar Rast (* 3. Juli 1972), Jazzmusiker
- Ruedi Reich (* 9. Januar 1945 in Uster; † 12. August 2012), Theologe
- Peter Reichenbach (* 31. Oktober 1954), Filmproduzent, Film-, Theater- und Opernregisseur
- Elias Reichert (* 1992), Schauspieler
- Hans Rein (* 2. März 1919; † 3. November 2009), Bergsteiger
- Philippe Reinhardt (* 1981), Schauspieler
- Christian Reutlinger (* 1971), Sozialgeograph und Erziehungswissenschaftler
- Waclaw Antoni von Reybekiel (* 31. März 1902; † 1988 in Stockholm), polnisch-schwedischer Maler
- Tiago Ribeiro (* 15. Juni 1992), portugiesischer Fussballspieler
- Gwendolyn Rich (* 1. Mai 1979), Schauspielerin, Moderatorin, Sängerin und Fotomodell
- Beat Richner (* 13. März 1947; † 9. September 2018 bei Zürich), Kinderarzt und Musiker
- Silvia Rigoni (* 1962), Kantonsrätin (Grüne)
- Rolf Urs Ringger (* 6. April 1935; † 26. Juni 2019), Komponist und Publizist
- Erik Jan Rippmann (* 11. August 1968), Regisseur, Autor, Schauspieler und Professor für Improvisation und Film
- Alexander Ritschard (* 24. März 1994), Tennisspieler
- Franz Ritzmann (* 1. April 1929; † 12. Januar 2018), Wirtschaftswissenschaftler
- Massimo Rizzo (* 14. März 1974), Fussballspieler und -trainer
- Francísco Rodríguez (* 14. September 1995), Fussballspieler
- Ricardo Rodríguez (* 25. August 1992), Fussballspieler
- Fabian Römer (* 28. Oktober 1973), Musiker, Filmkomponist
- Ursina Gabriela Roesch (* 16. August 1959), Künstlerin und Projektleiterin
- Maximilian Roesle (* 8. April 1908; † 2. Dezember 1985 in Einsiedeln), Theologe und Philosoph
- Felix Rogner (* 1933), Kulturmanager und Jazzmusiker
- Hermann Rorschach (* 8. November 1884; † 2. April 1922 in Herisau), Psychiater und Psychoanalytiker
- Hildegard Rosenthal (* 1913; † 1990 in São Paulo), deutsche Fotografin, Fotojournalistin
- Martin Rotach (* 15. September 1928; † 19. März 2007), Ingenieur, Professor an der ETH Zürich, Verkehrs- und Raumplaner
- Josef Roth (* 11. November 1959), Fussballspieler und -trainer
- Alex Rübel (* 4. Mai 1955), Tierarzt, Direktor des Zoo Zürich
- Melanie Rüegg-Leuthold (* 15. Januar 1906; † 28. September 1997), Bildhauerin, Malerin und Zeichnerin
- Josef Rudin (* 4. Dezember 1907; † 3. September 1983), Jesuit, Tiefenpsychologe und Hochschullehrer
- Franz Rueb (* 15. Oktober 1933; † 22. Juni 2021 in Zürich), Journalist, Dramaturg, Buchautor und Politiker
- Gustav Rueb (* 25. Mai 1975), Theaterregisseur
- Max Rüedi (* 29. März 1925; † 7. Juni 2019), Kunstmaler
- Johann Caspar Rüegg (* 28. Januar 1930; † 18. Januar 2018 in Großsachsen), Mediziner (Physiologie)
- Xaver Rüegg (* 12. November 1993), Jazz- und Improvisationsmusiker
- Bernhard Ruetz (* 1968), Wirtschaftshistoriker
- Beate Ruhm von Oppen (* 2. Juli 1918; † 10. August 2004 in Annapolis (Maryland)), deutsch-US-amerikanische Historikerin
- Susanne Ruoff (* 1958), Managerin
- Dave Ruosch (* 1963), Blues- und Jazzmusiker
- Jonas Ruther (* 1987), Jazzmusiker
- Leopold Ružička (* 13. September 1887 in Vukovar; † 26. September 1976 in Mammern), Professor an der ETH Zürich (Nobelpreisträger für Chemie)

### S
- Hansjürg Saager (* 15. März 1940; † 18. Juli 2017 in Chur), Journalist, Wirtschaftspublizist und Verleger
- Alexander Sadecky (* 6. Juli 1987), Tennisspieler
- Katharina Sallenbach (* 22. Februar 1920; † 22. Juni 2013 in Zollikon), Bildhauerin, Plastikerin, Zeichnerin und Kunstpädagogin
- Claude Sandoz (* 14. März 1946), Maler und Grafiker
- Nello Santi (* 22. September 1931 in Adria; † 6. Februar 2020 in Zürich), Musiker, Dirigent am Opernhaus Zürich
- Tomas Sauter (* 3. Januar 1974), Jazzmusiker
- Urs Saxer (* 1957), Jurist und Hochschullehrer
- Isolde Schaad (* 9. Oktober 1944 in Schaffhausen), Journalistin und Schriftstellerin
- Luc Schaedler (* 24. April 1963), Anthropologe, Filmproduzent, -regisseur und Kameramann
- Christian Martin Schäfer (* 3. Juni 1980), Schauspieler
- Barbara Schaffner (* 28. Juli 1968), Energieexpertin und Physikerin, Politikerin
- Hans Schaffert (* 22. Juni 1918 in Bühler; † 24. Juli 2003 in Kilchberg), evangelischer Geistlicher und Flüchtlingsaktivist
- Elvira Schalcher (* 26. November 1923; † 10. März 2018), Schauspielerin und Hörspielsprecherin
- Franz Solan Schäppi (* 16. Juli 1901 in Zürich; † 23. Juli 1981 in Luzern), Kapuziner und Missionswissenschaftler
- Brigitte Schär (* 1. Februar 1958),  Schriftstellerin, Sängerin und Performerin
- Tobias Schättin (* 5. Juni 1997), Fussballspieler
- Christoph Schaub (* 1958), Filmautor, Dokumentar- und Filmregisseur
- Martin Schaub (* 3. April 1937; † 14. Juni 2003 in Zürich), Publizist
- Moritz Schaub (* 19. Juni 1990), Unihockeyspieler
- Cyril Schäublin (* 16. November 1984), Filmemacher
- Roger Schawinski (* 11. Juni 1945), Medienpionier der Schweiz
- Niklaus Scheibli (* 2. November 1962), Schauspieler
- René Scheibli (* 23. September 1936; † 30. August 2010), Schauspieler
- Maximilian Schell (* 8. Dezember 1930 in Wien; † 1. Februar 2014 in Innsbruck), Schauspieler und Oscarpreisträger
- Florence Schelling (* 9. März 1989), Eishockeytorhüterin und -funktionärin
- Hansueli Schenkel (* 11. August 1946; † 8. Januar 2022), Kameramann
- Ronald Schenkel (* 1964), Journalist und Autor
- Lillian Schertenleib (* 5. September 2004), Fussballspielerin
- Sydney Schertenleib (* 30. Januar 2007), Fussballspielerin
- Claire Schibler-Kägi (* 1. November 1901; † 14. Mai 1965 in Kreuzlingen), Volkskundlerin und Kunsthistorikerin
- Albert Schilling (* 21. März 1904; † 30. Juli 1987 in Arlesheim), Bildhauer
- Dietrich Schindler junior (* 22. Dezember 1924; † 7. Februar 2018), Jurist
- Roman Schlagenhauf (* 17. März 1989), Eishockeyspieler
- Beat Schlatter (* 5. Mai 1961), Kabarettist, Schauspieler und Drehbuchautor
- Hans Schleiter (* 4. September 1920; † in der Nacht vom 30. November zum 1. Dezember 2016), deutscher Tiermediziner und Hochschullehrer
- Albert Schmid (* 10. Februar 1847; † 14. Januar 1915 in Zürich), Maschinenbauingenieur, Erfinder und Unternehmer
- Andreas Schmid (* 1957), Jurist und Manager
- Anka Schmid (* 8. März 1961), Filmregisseurin, Drehbuchautorin und Videokünstlerin
- Barbara Schmid-Federer (* 10. November 1965), Romanistin und Politikerin, Mitglied des Nationalrates
- Beat Schmid (* 1940), Romanist und Autor
- Charlotte Schmid (* 17. Januar 1932 in Gossau ZH; † 26. September 2018), Designerin und Grafikdesignerin
- Denise Schmid (* 23. Januar 1965), Historikerin, Autorin und Verlegerin
- Hannes Schmid (* 13. Oktober 1946), Fotokünstler, Werbe- und Modefotograf
- Heinrich Schmid (* 6. April 1921; † 23. Februar 1999 in Zürich), Sprachwissenschafter, Hochschullehrer
- Isabella Schmid (* 27. Dezember 1970), Schauspielerin
- Karl Schmid (* 31. März 1907; † 4. August 1974), Germanist und Hochschullehrer, Rektor der ETH Zürich
- Konrad Schmid (* 10. Juli 1899; † 19. Februar 1979 in Busswil), Maler
- Nikolaus Schmid (* 30. Dezember 1976), Schauspieler
- Paul Schmid-Hempel (* 13. April 1948), Biologe und Hochschullehrer
- Peter A. Schmid (* 2. Oktober 1959), Musiker und Internist
- Paul Schmid-Ammann (* 2. Februar 1900; † 6. September 1984 in Erlenbach), Journalist und Politiker
- René M. Schmid (* 15. März 1929 in Zürich), Rechtsanwalt und Kulturveranstalter
- Ulrich Schmid (* 1954), Journalist und Autor
- Ulrich M. Schmid (* 23. Oktober 1965), Slawist, Literaturkritiker und Hochschullehrer
- Walter Schmid (* 11. April 1953), Jurist und Sozialexperte
- Wanda Schmid (* 15. August 1947), Bibliothekarin und Autorin
- Christian R. Schmidt (* 25. Februar 1943), Zoologe und Verhaltensbiologe, Zoo-Direktor
- Bernhard Schneider (* 9. Juli 1958), Historiker und Publizist
- Gerald Schneider (* 14. April 1962), Politologe und Hochschullehrer
- Jörg Schneider (* 7. Februar 1935; † 22. August 2015 in Wetzikon), Schauspieler
- Peter Schneider (* 10. Juli 1920; † 23. Juli 2002), Rechtswissenschaftler
- Ursula Schneider (* 15. Dezember 1915; † 28. Juli 1978), Keramikerin, Malerin, Zeichnerin und Architektin
- Walter Schneiter (* 18. Juni 1918; † 18. Dezember 1975), Fussballspieler
- Elisabeth Schnell (* 22. Januar 1930; † 1. Februar 2020 in Lauenen), Schauspielerin, Radiomoderatorin und Autorin
- Othmar Schoeck (* 1. September 1886 in Brunnen; † 8. März 1957), Komponist und Dirigent
- Walter Schoeller (* 12. Mai 1889; † 16. Mai 1979), Direktor von Schoeller Switzerland, Hochleistungssportler und Sponsor des Grasshopper Club Zürich
- Hedi Schoop (* 3. April 1906; † 14. April 1995 in Van Nuys/USA), Tänzerin, Kabarettistin, Bildhauerin, Malerin und Fabrikantin
- Max Schoop (* 13. Februar 1902; † 29. November 1984 in Van Nuys/USA), Maler und Grafiker
- Paul Schoop (* 31. Juli 1909; † 1. Januar 1976 in Van Nuys/USA), Komponist, Pianist und Dirigent
- Trudi Schoop (* 9. Oktober 1903; † 14. Juli 1999 in Van Nuys/USA) Tänzerin, Tanztherapeutin und Kabarettistin
- Carl Schrade (* 17. April 1896; † 28. November 1974), deutsch-schweizerischer Kaufmann
- Peter Schulthess (* 1945), Informatiker und Hochschullehrer
- Philipp von Schulthess (* 23. März 1973), deutscher Schauspieler
- Peter Schwaar (* 6. August 1947), Übersetzer
- Philomena Schwab (* 28. November 1989), Game-Designerin und Mitgründerin des Game-Studios Stray Fawn
- Susanna Schwager (* 13. Januar 1959), Schriftstellerin
- Daniela Schwarz (* 9. September 1985), Fussballspielerin, Duathletin und Triathletin
- Dieter Schwarz (* 14. September 1953), Kurator und Autor, Direktor des Kunstmuseums Winterthur
- Dietrich Schwarz (* 2. Juni 1913; † 7. Juli 2000 in Zürich), Historiker, Hochschullehrer, Numismatiker
- Fritz Schwarz (* 29. April 1930), Architekt
- Hans Rudolf Schwarz (* 20. November 1930), Mathematiker, Hochschullehrer
- Theodor Schwarz (* 1915; † 26. September 1968), orthodox-marxistischer Philosoph, Hochschullehrer
- Urs Schwarz (* 25. Februar 1905; † 12. Oktober 1996 in Zürich), Redaktor und Hochschullehrer
- Alexis Schwarzenbach (* 1971), Historiker, Kurator und Autor
- Annemarie Schwarzenbach (* 23. Mai 1908; † 15. November 1942 in Sils), Schriftstellerin, Journalistin und Fotografin
- Pierre Schwarzenbach (* 28. Januar 1950), Geschäftsmann und Künstler
- Christian Schwarzenegger (* 11. November 1959), Rechtswissenschafter, Kriminologe und Hochschullehrer
- Amadeus Schwarzkopf (* 22. Mai 1924; † 11. Februar 2015 in Zürich), Pianist und Klavierpädagoge
- Erwin Schweizer (* 2. Juli 1935), Radrennfahrer
- Laurent Schweizer (* 1967), Schriftsteller
- Martin Schweizer (* 3. Mai 1961), Mathematiker und Hochschullehrer
- Max Schweizer (* 29. Mai 1950), Diplomat und Dozent
- Richard Schweizer (* 23. Dezember 1900; † 30. März 1965 in Zürich), Drehbuchautor, zweifacher Oscarpreisträger
- Werner Schweizer (* 15. Februar 1916; † unbekannt), Ruderer, Europameister
- Annemarie Schwyter (* 21. März 1922), Radio- und Fernsehjournalistin
- Anton Eric Scotoni (* 7. August 1916; † 8. Dezember 2011), Unternehmer
- Carl Seelig (* 11. Mai 1894; † 15. Februar 1962), Schriftsteller und Mäzen
- Alexander J. Seiler (* 6. August 1928; † 22. November 2018), Filmregisseur
- Guido Seiler (* 20. Juni 1971), Sprachwissenschafter und Hochschullehrer
- Priska Seiler Graf (* 29. August 1968), Politikerin, Nationalrätin
- Toni Seiler (* 18. März 1958), Automobilrennfahrer
- Fritz Senft (* 11. Mai 1922; † 23. April 1997), Schriftsteller
- Fritz Senn (* 1928 in Basel), Publizist und James-Joyce-Experte
- Sven Senteler (* 11. August 1992), Eishockeyspieler
- Beat Siebenhaar (* 29. Juli 1962), Schweizer Linguist und Dialektologe
- Alexander Siebenhaar-Schmidweber (* 18. September 1927; † 22. Februar 2022 in Stäfa), Ruderer
- Ernst Sieber (* 24. Februar 1927 in Horgen; † 19. Mai 2018), Pfarrer, Nationalrat; arbeitete mit Obdachlosen und Drogensüchtigen
- András Siebold (* 1976), deutsch-schweizerischer Dramaturg und Kurator
- Jonas Siegenthaler (* 6. Mai 1997), Eishockeyspieler
- Walter Siegenthaler (* 14. Dezember 1923 in Davos; † 24. Oktober 2010), Professor an der Medizinischen Poliklinik des Universitätsspitals Zürich
- Nuno da Silva (* 14. März 1994), portugiesischer Fussballspieler
- Kaspar Singer (* 25. November 1974), Cellist
- Madeleine Sitterding (* 28. März 1923; † 11. Oktober 2008 in Reichenburg), Archäologin und Psychotherapeutin
- Vera Skoronel (* 28. Mai 1906; † 24. März 1932 in Berlin), deutsche Tänzerin, Choreographin und Tanzpädagogin
- Walter Smetak (* 12. Februar 1913; † 30. Mai 1984 in Salvador da Bahia), Komponist
- Jeanine Sontag (* 1925; † 20. August 1944 in Saint-Genis-Laval), jüdische Widerstandskämpferin, Opfer des Nationalsozialismus
- Djibril Sow (* 6. Februar 1997), Fussballspieler
- Ernst Spengler (* 6. Dezember 1935; † 15. September 2024 in Wil), Psychotherapeut
- Stefan Sprenger (* 1962), liechtensteinischer Schriftsteller.
- Kurt R. Spillmann (* 1937; † 2025), Historiker, Konfliktforscher und Professor für Sicherheitspolitik ETH Zürich
- Bruno Spoerri (* 16. August 1935), Jazzmusiker und Musikproduzent
- Dieter Spoerry (1937–1972), Autorennfahrer
- Vreni Spoerry (1938–2025), Politikerin (FDP)
- Thomas Sprecher (* 29. Juli 1957), Germanist, Rechtsanwalt, Buchautor, Leiter des Thomas-Mann-Archivs der ETH Zürich
- Rolf Spring (* 19. März 1917; † 2005 in Zürich), Ruderer, Silbermedaillengewinner bei Olympia
- Josef Stadler (* 1. Dezember 1919; † 17. Dezember 1983 in Altstätten/SG), Unternehmer und Unternehmensgründer
- Peter Stadler (* 11. November 1925; † 19. März 2012), Historiker
- Roland Stadler (* 14. Juni 1959), Tennisspieler
- Albert Alexander Stahel (* 3. März 1943), Politik- und Wirtschaftswissenschafter, Hochschullehrer
- Florian Stahel (* 10. März 1985), Fussballspieler
- Walter Rudolf Stahel (* 1946), Politik-, Wirtschafts- und Unternehmensberater
- Thomas Stamm (* 19. Februar 1983), Fussballspieler und -trainer
- Walter Stamm-Teske (* 1948), deutscher Architekt
- Ueli Staub (* 1. Januar 1934; † 9. April 2012 in Thun), Journalist und Jazzmusiker
- Hansjürgen Staudinger (* 18. November 1914; † 6. Januar 1990 in Freiburg im Breisgau), Biochemiker
- Doris Stauffer (* 21. Juli 1934 in Amden; † 26. April 2017), Künstlerin und Kunstvermittlerin
- Isabelle Stauffer (* 1973), Literaturwissenschaftlerin und Hochschullehrerin
- Serge Stauffer (* 8. Juni 1929; † 17. September 1989), Künstler und Kunstvermittler
- Veit F. Stauffer (* 19. Januar 1959; † 12. Dezember 2024 in Zürich), Plattenverkäufer und Konzertveranstalter
- Hans Steffen (* 29. September 1931), Lehrer und Politiker
- Konrad Steffen (* 2. Januar 1952; † 8. August 2020 auf Grönland), Glaziologe
- Oliver Steffen (* 18. Juni 1974), Journalist und Fernsehmoderator
- Hans Ulrich Steger (* 21. März 1923; † 18. Juni 2016), Karikaturist und Kinderbuchautor
- Robert Stehli (* 2. Februar 1930; † 3. April 2018), Dirigent
- Otto Steiger (* 4. August 1909; † 10. Mai 2005), Schriftsteller
- Rudolf Heinrich Steiger (* 5. April 1932; † 20. Juli 2004 in Javea, Spanien), Petrograph und Hochschullehrer
- Rico Steinemann (* 16. Juni 1939; † 12. Juni 2003), Journalist, Porsche-Rennleiter und Autorennfahrer
- Albert Heinrich Steiner (* 26. Juli 1905; † 21. September 1996 in Zollikon), Architekt, Stadtplaner, Hochschullehrer
- Andreas Steiner (* 29. Januar 1937), Arzt, Chirurg, Entwicklungshelfer, Schriftsteller und Philosoph
- Jens Steiner (* 1975), Schriftsteller
- Jürg Steiner (* 13. April 1950), Architekt, Ausstellungs-, Produkt- und Lichtgestalter und Hochschullehrer
- Juri Steiner (* 1969), Kunsthistoriker und Germanist
- Nicola Steiner (* 1973 in Berlin), Kulturjournalistin, Moderatorin und Literaturhaus-Leiterin
- Claudia Steinmann-Peczinka (* 21. Januar 1968), Synchronschwimmerin, Unternehmerin und Moderatorin
- Dimitri Steinmann (*  14. Juli 1997), Squashspieler
- Martin Steinmann (* 9. Januar 1942; † 10. März 2022), Architekt, Publizist und Hochschullehrer
- Roger Steinmann (* 6. November 1961), Film- und Theater-Autor/Regisseur/Produzent sowie Unternehmer
- Valerie Steinmann (* 12. Dezember 1921; † 28. November 2011 in Küsnacht), Schauspielerin
- Tobias Stephan (* 21. Januar 1984), Eishockeytorhüter
- Adrian Stern (* 22. März 1975), Sänger und Songschreiber
- Hermann J. Stern (* 18. August 1966), Ökonom, Manager und Wirtschaftsjournalist
- Martin Stern (* 19. Februar 1930; † 1. Juli 2024), Literaturwissenschaftler und Hochschullehrer
- Nicolas Stocker (* 1988), Fusionmusiker
- Thomas Stocker (* 1. Juli 1959), Klimaforscher
- Eduard Stoeckli, auch Stöckli (* 1945), Filmproduzent und Kinobetreiber
- Florian «Flo» Stoffner (* 1975), Jazz- und Improvisationsmusiker
- Willy Georg Stoll (* 21. April 1932), Mediziner, Gynäkologe, Hochschullehrer
- Edmond de Stoutz (* 18. Dezember 1920; † 28. Januar 1997), Dirigent und Gründer des Zürcher Kammerorchesters
- Co Streiff (* 5. April 1959), Jazzmusikerin
- Sandra Studer (* 10. Februar 1969), Fernsehmoderatorin und Sängerin
- Richard Sturzenegger (* 18. Dezember 1905; † 24. Oktober 1976 in Münsingen BE), Musiker, Komponist und Musikpädagoge
- Kathrin Stutz (* 1957), Kantonsrätin (Grüne)
- Peter Surava, geboren als Hans Werner Hirsch (* 25. April 1912; † 23. November 1995 in Oberrieden), Journalist
- Reto Suri (* 25. März 1989), Eishockeyspieler
- Ulrich W. Suter (* 10. Juni 1944; † 12. August 2023), Chemiker und Professor
- Erwin Sutz (* 24. September 1906; † 8. November 1987 in Herrliberg), evangelischer Geistlicher

### T
- Viola Tami (* 10. April 1981), Radio- und Fernsehmoderatorin, Schauspielerin und Sängerin
- Gabriela Tanner (* 3. Juli 1967), Sängerin, Schauspielerin
- Meriame Terchoun (* 27. Oktober 1995), Fussballspielerin
- Max Terpis (eigentlich Max Pfister; * 1. März 1889; † 18. März 1958 in Zollikon), Tänzer, Choreograf, Regisseur und Psychologe
- Moritz Thape (* 19. Februar 1920; † 8. November 2019 in Bremen), deutscher Journalist und Politiker (SPD)
- Brigitte Theler (* 1. Februar 1959; † 13. Dezember 2007 in München), Astrologin und Buchautorin
- Peter Tiefenthaler (* 20. Mai 1934; † 1. Januar 1980 in La Chaux-de-Fonds), Radrennfahrer
- Martin Tillman (* 6. November 1964), Cellist und Komponist
- Li Tobler (* 1948; † 19. Mai 1975), Schauspielerin, Modell und Galeristin
- Ludwig Tobler (* 2. Mai 1877; † 2. Juni 1915 in Breslau), Pädiater
- Robert Tobler (* 25. September 1937; † 28. März 2019), Schriftsteller, Musiker, Theologe, Pfarrer, Musiker und Professor für biblische Geschichte an der Pädagogischen Hochschule Zürich
- Sira Topic (* 6. April 1991), französisch-schweizerische Schauspielerin
- Torch (* 29. September 1971 in Heidelberg, Deutschland), Rapper
- Michael Traber (* 5. Juli 1929; † 27. März 2006 in Luzern), katholischer Geistlicher, Medienwissenschaftler und Verleger
- Fred Troller (* 12. Dezember 1930; † 11. Oktober 2002 in Rye, New York); schweizerisch-US-amerikanischer Grafikdesigner, Maler und Objektkünstler
- Robert Trösch (* 25. November 1911; † 14. Januar 1986 in Ost-Berlin), kommunistischer Schauspieler und Regisseur
- Lucien Trueb (* 28. Juni 1936; † 28. Januar 2023), Chemiker, Journalist und Autor
- Andreas Tschopp (* 15. Mai 1979), Jazzmusiker
- Matthias Tschopp (* 1983), Jazzmusiker
- Fridolin Tschudi (* 11. Juni 1912; † 5. Januar 1966 in Klosters), Schriftsteller
- Tina Turner (* 26. November 1939 in Nutbush, Tennessee; † 24. Mai 2023 in Küsnacht), Sängerin und Schauspielerin

### U
- Pascal Ulli (* 22. September 1969 in Bern), Schauspieler, Produzent und Regisseur
- Dieter Ulrich (* 12. Oktober 1958), Musiker und Kunsthistoriker
- Hans Caspar Ulrich (* 30. August 1880; † 20. Mai 1950), Maler, Zeichner und Lithograph
- Jacqueline Urbach (* 1930; † 2022 in Uster), Unternehmensgründerin und Erfinderin
- Uriella, geb. Erika Gessler (* 1929; † 2019 in Ibach (Schwarzwald)), Gründerin und das Oberhaupt von Fiat Lux
- Martin Usteri (1926–2015), Jurist und Rechtswissenschaftler

### V
- Roman Valent (* 1983), Tennisspieler
- Adrian Vatter (* 25. März 1965), Politikwissenschaftler und Hochschullehrer
- Jakob Vetsch (* 28. Oktober 1879 in Nesslau; † 22. November 1942), Mundartforscher und Schriftsteller
- Christoph Vitali (* 28. September 1940; † 18. Dezember 2019), Ausstellungskurator, Museumsdirektor und Kunstautor
- Peter von Brentano (* 22. Mai 1935; † 20. September 2019 in Köln), experimenteller Kernphysiker
- Arnold von Salis (* 19. Juli 1881 in Liestal; † 2. April 1958 in Zürich), Professor für klassische Archäologie
- Egon von Vietinghoff (* 6. Februar 1903 in Den Haag; † 14. Oktober 1994), Maler, Fachbuchautor und Philosoph der Malerei
- Hermann Villiger (* 3. Oktober 1921; † 21. Januar 2009 in Bern), Germanist
- Magdalena Vogel (* 6. April 1932; † 28. Januar 2009 in Zürich), Schriftstellerin
- Thomas Vogel (* 18. Januar 1972), Politiker
- Max Vogt (* 29. Januar 1925 in Zürich; † 12. Dezember 2019), Architekt
- Walter Vogt (* 31. Juli 1927 in Zürich; † 21. September 1988 in Muri bei Bern), Schriftsteller und Psychiater
- Alice Vollenweider (* 22. Juni 1927; † 13. September 2011), Schriftstellerin, Publizistin und Übersetzerin
- Jean-Jacques Volz (* 1. Juni 1928; † 26. Dezember 2020), Künstler, Holzschneider
- Marcel Vonlanden (* 8. September 1933), Fussballspieler
- Hans Vontobel (* 4. Dezember 1916; † 3. Januar 2016), Bankier

### W
- Henry Wabel (* 18. Februar 1886; † 17. Januar 1981), Maler, Zeichner und Kunstpädagoge
- Markus Wäfler (* 16. Juli 1943; † 12. August 2020), Archäologe
- Werner Wägelin (* 7. August 1913; † 28. Februar 1991), Radrennfahrer
- Daniel Wahl (* 31. März 1966), Schauspieler und Regisseur
- Marianne Wallach-Faller (* 29. September 1942; † 12. Januar 1997), Mediävistin und Feministin
- Silvan Wallner (* 15. Januar 2002), schweizerisch-österreichischer Fussballspieler
- Gerold Walser (* 25. Mai 1917; † 3. Juli 2000 in Basel), Althistoriker, Epigraphiker und Hochschullehrer
- Monika Walser (* 29. Oktober 1965), Managerin, Teilhaberin und Geschäftsführerin des Möbelherstellers de Sede
- Catherine Walter-Laager (* 1969), Pädagogin und Hochschullehrerin
- Emil Walter-Busch (* 30. September 1942), Soziologe und Hochschullehrer
- Simon Walter (* 13. März 1985), Leichtathlet, Zehnkämpfer
- Alfred Walther (* 17. September 1886; † 15. Dezember 1955 in Bern), Professor für Betriebswirtschaftslehre
- Martin Walz (* 6. Juli 1964), Regisseur, Drehbuchautor und Schauspieler
- Elisabeth Wandeler-Deck (* 28. Juni 1939), Schriftstellerin und Architektin
- Armin Wanger (* 7. Dezember 1920; † 28. Mai 2010 in Orselina), Bildhauer, Maler und Zeichner
- Hans-Urs Wanner (* 7. Juni 1933; † 20. Mai 2019), Umwelt- und Arbeitswissenschaftler
- Heini Waser (* 3. September 1913; † 13. Juni 2008 in Zollikon), Künstler
- Rolf Watter (* 8. März 1958), Rechtsanwalt und -wissenschaftler
- Tim Watter (* 27. Dezember 1991), Snowboarder
- Beatrice Weber-Dürler (* 30. Januar 1944), Rechtswissenschafterin, Hochschullehrerin
- Christian Weber (* 1972), Kontrabassist
- Ernst Weber (* 4. März 1906; † 5. Juni 1997 in Zürich), Politiker (SP), Nationalrat
- Maja Weber (* 1974), Cellistin
- Max Weber (* 2. August 1897; † 2. Dezember 1974), Gewerkschafter und Politiker, Bundesrat (SP)
- Monika Weber (* 18. März 1943), Politikerin, Nationalrätin
- René Weber (* 20. Mai 1933), Leichtathlet, Sprinter
- Robi Weber (* 14. Juli 1941) Jazzmusiker
- Werner Weber (* 13. November 1919 in Huttwil; † 1. Dezember 2005), Journalist, Professor für Literaturkritik und Schriftsteller
- Hans Wegmann (* 12. Mai 1889 in Neukirch, Gemeinde Egnach; † 24. März 1973 in Zürich), Pfarrer der Kreuzkirche
- Christoph Wehrli (* 29. Juli 1928; † 23. September 2010), Mathematiker, Mechaniker und Professor
- Armand Weiser (* 25. September 1887; † 18. September 1933 in Mödling), Architekt und Fachschriftsteller
- Daniel Weiss (* 11. Juni 1949), Slawist, Linguist und Hochschullehrer
- David Weiss (* 21. Juni 1946; † 27. April 2012), Künstler, siehe Peter Fischli und David Weiss
- Florian Weiss (* 1991), Jazzmusiker
- Ernst Ulrich von Weizsäcker (* 25. Juni 1939), deutscher Umweltwissenschaftler und Politiker
- Heinrich Wolfgang von Weizsäcker (* 29. März 1947), deutscher Mathematiker
- Lucie Turel-Welti (* 1895; † 1988), Textilkünstlerin und Kunstpädagogin
- Georges Wenger (* 10. November 1947), darstellender Künstler
- Lilian Westphal (* 18. März 1926; † 4. August 1997 in Aurigeno/Tessin), deutsche Schauspielerin, Hörspielregisseurin, -sprecherin und Autorin
- Fritz Joachim Weyl (* 19. Februar 1915; † 20. Juli 1977 in New York City), US-amerikanischer Informatiker, Mathematiker und Hochschullehrer
- Nathan Wicht (* 20. Februar 2004), Fussballspieler
- Chantal Wick (* 24. Februar 1994), Handballspielerin
- Josef Wicki (* 30. Juni 1904; † 17. Februar 1993 in Feldkirch), Jesuit und Missionshistoriker
- Annika Wickihalder (* 25. Januar 2001), schwedische Sängerin
- Urs Widmer (* 21. Mai 1938 in Basel; † 2. April 2014), Schriftsteller
- Chris Wiesendanger (* 11. Oktober 1965), Jazzmusiker
- Urs Wiesendanger (* 19. August 1969), Popmusiker
- Hans Wildberger (* 2. Januar 1910 in Neukirch; † 25. Juni 1986), evangelischer Geistlicher und Hochschullehrer
- Nicolas Wildhaber (* 8. Dezember 1929; † 26. September 2020 in Plan-les-Ouates), Schwimmer und Sportfunktionär
- Jürg Willi (* 16. März 1934; † 8. April 2019), Facharzt für Psychiatrie und Psychotherapie sowie Psychoanalytiker
- Christian Winiger (* 25. Januar 1945), Fussballspieler
- Eugen Gottlob Winkler (* 1. Mai 1912; † 26. Oktober 1936 in München), Kritiker und Essayist
- Anita Winter (* 17. August 1962), Gründerin und Präsidentin der Gamaraal Foundation
- Cornelia Halin Winter (* 1974), Pharmazeutikerin und ordentliche Professorin
- Herbert Winter (* 1946), Rechtsanwalt und Präsident des Schweizerischen Israelitischen Gemeindebunds
- Kaspar Heinrich Winterhalter (* 17. Februar 1934; † 9. Oktober 2023), Biochemiker und Professor
- Dolores Helena Wintersberger-Wyss (* 6. Februar 1946; † 6. Oktober 2005 in Walbourg), französisch-schweizerische Künstlerin
- Lucy Wirth (* 1984), Schauspielerin
- Niklaus Wirth (* 15. Februar 1934 in Winterthur; † 1. Januar 2024), Professor für Informatik an der ETH Zürich
- Stefan Wirth (* 27. April 1975), Pianist, Komponist, Arrangeur und Dozent
- Peter Wirz (* 10. März 1915; † 27. März 2000 in Basel), Künstler der art brut
- Stephan Wittwer (* 1. März 1953), Musiker, Improvisator und Komponist
- Martin Witz (* 1956), Regisseur und Drehbuchautor von Spiel- und Dokumentarfilmen
- Heidi Witzig (* 1944), Historikerin und Politikerin
- Brigitte Woggon (* 14. November 1943 in Naumburg; † 28. Juli 2019 in Fällanden), deutsche Psychiaterin und Fachpublizistin
- William Wolfensberger (* 17. Juni 1889 in Hottingen; † 6. Dezember 1918 in Rheineck SG), Dichterpfarrer
- Andrea Wolfer (* 16. Dezember 1987), Radrennfahrerin
- Hellmuth Wolff (* 3. September 1937; † 20. November 2013 in Montreal), kanadischer Orgelbauer
- Hellmuth Christian Wolff (* 23. Mai 1906; † 1. Juli 1988 in Leipzig), deutscher Musikwissenschaftler, Maler und Komponist
- Werner Wollenberger (* 6. Juni 1927 in Heilbronn; † 17. Oktober 1982), Publizist und Autor
- Peter Wunderli (* 30. Mai 1938; † 27. März 2019 in Biel), Sprachwissenschaftler, Romanist und Hochschullehrer
- Léon Wurmser (geb. 31. Januar 1931; gest. 15. Februar 2020 in den USA), US-amerikanischer Psychiater, Psychoanalytiker und Autor
- Ernst Würtenberger (* 23. Oktober 1868 in Steißlingen; † 5. Februar 1934 in Karlsruhe), Maler und Portraitist von Zürcher Persönlichkeiten, wirkte an der Kunstgewerbeschule Zürich
- Franzsepp Würtenberger (* 9. September 1909, † 15. Januar 1998), Kunsthistoriker
- Thomas Würtenberger (* 7. Oktober 1907; † 18. November 1989), deutscher Strafrechtler und Kriminologe
- Marianne Wydler (* 16. Dezember 1939; † 15. Dezember 2016), Textildesignerin, Malerin, Zeichner und Illustratorin
- Hans Wysling (* 20. Juni 1926; † 13. Dezember 1995 in Uetikon am See), Germanist, Hochschullehrer, Leiter des Thomas-Mann-Archivs der ETH Zürich
- Laure Wyss (* 20. Juni 1913 in Biel/Bienne; † 21. August 2002), Schriftstellerin und Journalistin
- Nikolaus Wyss (* 20. Februar 1949), Ethnologe, Autor, Herausgeber
- Otto Wyss (* 16. Mai 1889; † 8. November 1960), Rechtsanwalt, Kommunist und Politiker
- Verena Wyss (* 15. Juni 1945), Schriftstellerin

### Y
- Yasmine Yamada (* 30. August 1997), Eiskunstläuferin
- Yvonne Volkart (* 1963), Kunstkritikerin, Kunsthistorikerin, Kuratorin und Hochschullehrerin.

### Z
- Muz Zeier (* 24. November 1929; † 30. März 1981), Maler, Zeichner, Bildhauer und Jazzposaunist
- Gerda Zeltner-Neukomm (* 27. Januar 1915; † 20. Juli 2012), Romanistin und Literaturkritikerin
- Werner Zemp (* 10. November 1906; † 16. November 1959 in Mendrisio, Tessin), Lyriker und Essayist
- Beat Zehnder (* 9. Januar 1966), Motorsport-Ingenieur
- Christian Zehnder (* 1961), Sänger und Komponist
- Cinzia Zehnder (* 4. August 1997), Fussball-Nationalspielerin
- Peter Zeindler (* 18. Februar 1934; † vor oder am 25. Mai 2023 in Zürich), Journalist und Schriftsteller
- Albert Ziegler (* 11. Juli 1927; † 4. August 2022 in Menzingen ZG), römisch-katholischer Theologe, Ethiker und Autor
- Alexander Ziegler (* 8. März 1944; † 11. August 1987 ebenda), Schauspieler und Schriftsteller
- Hannah Ziemer (* 25. Oktober 1999), deutsche Volleyball- und Beachvolleyballspielerin
- Gérard Zinsstag (* 9. Mai 1941 in Genf), Komponist, Flötist und Gründer der Neuen Tage für Musik
- Dieter Zobl (* 23. November 1944), Rechtswissenschafter, Hochschullehrer
- Pierre Zoelly (* 11. Februar 1923; † 30. Dezember 2003 in Uerikon), Architekt
- Raphael Zuber (* 5. Juni 1973), Architekt und Gastprofessor an der ETH Zürich
- Hans-Rudolf Zulliger (* 1935), Physiker und Manager
- Jacqueline Zünd (* 1971), Filmregisseurin und -produzentin
- Stephan Zünd (* 3. Juli 1969), Skispringer
- Maja Zürcher (* 25. Februar 1945; † 30. März 1997 auf der Forch), Holzschneiderin und Malerin
- Otto Zweifel (* 5. September 1910; † 2. Januar 1977 in Luzern), Gold- und Silberschmied, Künstler
- Raphael Zweifel, Künstlername LoZee (* 2. Juli 1970), Cellist
- Stefan Zweifel (* 22. Dezember 1967), Übersetzer und Journalist